# Germanii din România
Germanii din România (în germană Rumäniendeutsche, Deutsche aus Rumänien sau Deutsch-Rumänen, maghiară Romániai németek) sunt o minoritate etnică din România. În Perioada interbelică trăiau în Regatul României 745.421 de germani, conform recensământului din 1930, reprezentând atunci 4,13% din populația țării și fiind al treilea grup etnic ca mărime, după români și maghiari). Începând cu cel de-Al Doilea Război Mondial, numărul germanilor din România a scăzut aproape constant. Începând cu anul 1967, regimul Nicolae Ceaușescu a obținut devize liber convertibile din vânzarea membrilor minorității germane din România, în cadrul operațiunii Acțiunea Recuperarea (germană 
Geheimsache Kanal).
Numărul germanilor din România a scăzut constant și după Revoluția Română din 1989 respectiv după căderea Cortinei de fier până în prezent. În 2022 au fost înregistrați circa 22.900 etnici germani în total în România. Totodată, conform recensământului din 2022 limba germană este vorbită ca limbă nativă de 0,1% din populația țării. 

## Clasificare: grupuri constitutive

Așezarea (sau expansiunea) estică germană, cunoscută ca Ostsiedlung în limba germană, începută în Evul Mediu și continuată până la sfârșitul Epocii moderne în secolul al XIX-lea. Acest proces de colonizare i-a adus prima dată pe sași în Transilvania și, ulterior, pe celelalte grupuri constitutive de germani de pe cuprinsul României, după cum se poate observa de pe această hartă animată.

Germanii din România și Republica Moldova (Basarabia istorică inclusiv Bugeacul de asemenea) nu sunt un grup etnic unitar ci sunt împărțiți în mai multe grupuri constitutive. Astfel, pentru a înțelege mai bine limba (i.e., dialectul/dialectele), cultura și istoria lor, trebuie percepuți ca o serie de grupuri independente, care se deosebesc unele de altele atât ca origine și dialect, cât și după regiunea în care s-au așezat și data imigrării (deși au și anumite caracteristice în comun, cel puțin unele dintre acestea, e.g., unele grupuri au o origine comună deși au provenit din timpuri diferite):
- Sașii - cel mai cunoscut și vechi grup, cu o prezență îndelungată pe teritoriul de astăzi al României care datează din Evul Mediu Clasic (germană Hochmittelalter) sau mijlocul secolului al XII-lea (mai precis începând cu anii 1140 respectiv 1150), adesea în mod eronat și superficial identificat cu toți germanii din România;
- Șvabii bănățeni (al doilea cel important și numeros grup etnic german din România), grup constitutiv al șvabilor dunăreni din România;
- Șvabii sătmăreni, un grup de șvabi din județele Satu Mare, Sălaj și Maramureș, șvabii sătmăreni fiind singurul grup german dintre șvabii dunăreni în totalitate șvab după descendență, grup constitutiv al șvabilor dunăreni din România;
- Landlerii protestanți (mai precis luterani) din zona Sibiului și din județele Sibiu și Alba (zona Sebeșului mai precis);[3]
- Țipțerii din Maramureș și Bucovina (mai precis Bucovina de Sud, Județul Suceava), înrudiți cu sașii;
- Germanii bucovineni, odinioară cu prezență masivă la Gura Humorului (majoritatea populației în 1930), Suceava (germana standard/Hochdeutsch a fost principala limbă vorbită în 1900), Rădăuți, Vatra Dornei și Cernăuți, acum cu o prezență considerabil mai mică pe tot cuprinsul județului Suceava;
- Germanii basarabeni (pentru perioada 1918–1940);
- Germanii regățeni din Vechiul Regat (i.e., Oltenia, Muntenia, Moldova occidentală), colonizați în timpul domniei Regelui Carol I;
- Germanii dobrogeni, colonizați în trei etape între 1840 și 1891;
- Germanii pontici (i.e., germanii din zona Mării Negre, de la denumirea în limba greacă veche pentru această mare, adică „Efxinos Pontos”, denumire latinazată ulterior ca „Pontus euxin”),[4] pentru o perioadă relativ scurtă de timp între 1941 și 1944, în timpul celui de-Al Doilea Război Mondial, când Regatul României a administrat Guvernământul Transnistriei (germanii pontici au fost consemnați oficial de asemenea în cadrul recensământului din 1941, în luna decembrie a anului respectiv mai precis).

## Limbă și dialecte

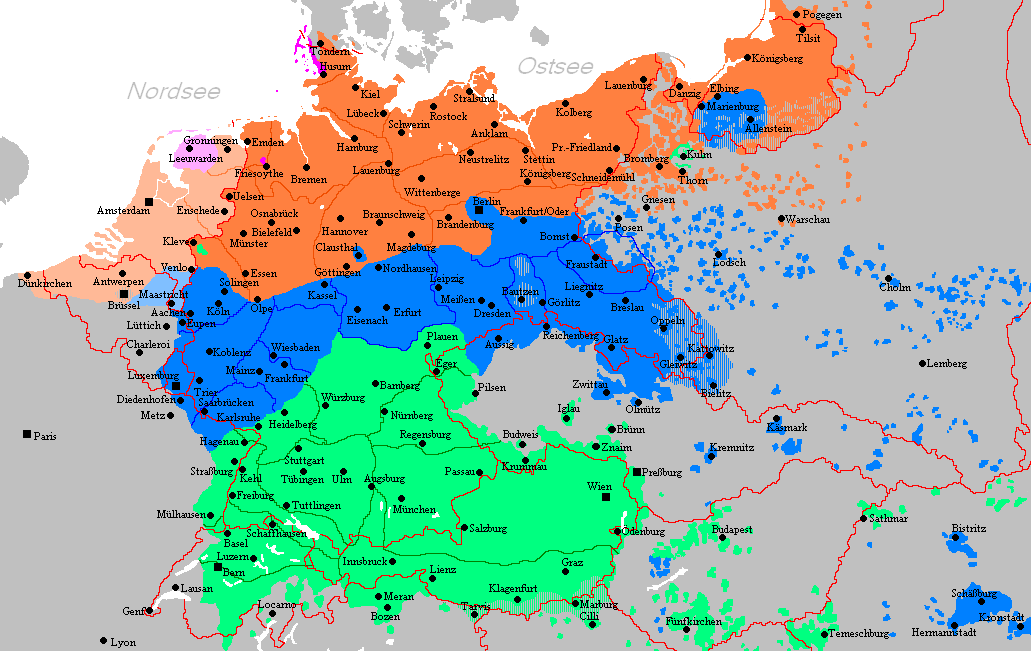
Dialectele limbii germane vorbite în România sunt de tip central german (Mitteldeutsche Mundarten; marcate cu albastru) respectiv sud german (Oberdeutschen Mundarten, literalmente „dialecte germane superioare” sau „dialecte germane de sus”, dată fiind altitudinea regiunilor unde sunt vorbite, care variază de la forma de relief de podiș la munte; marcate cu verde deschis), după cum se poate observa pe această hartă pentru anumite grupuri constitutive ale minorității germane din țară.

Zonele cele mai importante din România în prezent (marcate cu albastru pe această hartă) unde limba germană este vorbită de anumite grupuri constitutive ale minorității germane, mai precis Transilvania (sași și șvabii sătmăreni) respectiv Banat (șvabii bănățeni). Limba germană are statut oficial/recunoscut de limbă de minoritate națională în România.

Limba nativă a germanilor din România este limba germană în forma standard a acesteia, cunoscută ca Hochdeutsch sau Standarddeutsch ca endonime, dar, în funcție de grupul regional din care fac parte, germanii din România vorbesc o serie de dialecte diferite unele de altele, principalele fiind după cum urmează:
- Dialectul săsesc care se împarte în mai multe sub-dialecte la nivel regional după cum au fost tradițional vorbite în sudul, sud-estul și nord-estul Transilvaniei, preponderent în mediul rural;
- Dialectul șvăbesc sau șvab bănățean (Banatschwäbisch/Donauschwäbisch) care diferă de dialectul șvăbesc sau șvab din Germania (i.e., Schwäbisch), vorbit între landurile Baden-Württemberg și Bayern/Bavaria;
- Dialectul șvăbesc sătmărean care diferă de dialectul șvăbesc sau șvab din Germania (i.e., Schwäbisch), vorbit între landurile Baden-Württemberg și Bayern/Bavaria;
- Dialectul landler (i.e., al landlerilor, Landlerisch; landlerii vorbesc, de asemenea, și dialectul săsesc);
- Dialectul țipțer vorbit în Maramureș și Bucovina;
- Dialectele Pfälzisch (vorbit tradițional în landurile Renania-Palatinat, Saarland, Baden-Württemberg și Hessa) și Schwäbisch (vorbit între landurile Baden-Württemberg și Bayern/Bavaria) precum și Deutschböhmisch sau Böhmerwäldisch, dialectul vorbit și provenind de la germanii din Boemia (i.e., Deutschböhmen und Deutschmährer), Cehia de astăzi, dialecte vorbite în Bucovina de comunitatea de germani bucovineni. Pe lângă aceste dialecte, germanii din Bucovina, istoric, au mai vorbit și limba germană austriacă sau germana austriacă standard (i.e., Österreichisches Hochdeutsch), dat fiind faptul că Ducatul Bucovinei (germană Herzogtum/Kronland Bukowina/Buchenalnd) aparținea de partea austriacă (i.e., Cisleithanien/Cisleithania) a fostului imperiu austro-ungar.

Pe lângă aceste dialecte și forme standard ale limbii germane, germanii din România vorbesc și limba română precum și limba maghiară, preponderent în Transilvania dar și în Banat parțial.

## Cultura, arta și folclorul
Cultura și arta germanilor din România este bazată pe cultura germanilor și, parțial, pe cea a austriecilor. De asemenea, cultura si folclorul tuturor grupurilor constitutive ale germanilor din România sunt similare cu cele din celelalte țări germanofone (i.e., Elveția, Luxemburg sau Liechtenstein). Totodată, cultura și folclorul germanilor din România, cum este cazul celor două ale germanilor în general, sunt foarte similare cu cultura respectiv folclorul altor popoare germanice (e.g., cele din Scandinavia, i.e., danezii, norvegienii sau suedezii, precum și englezii sau olandezii).

## Reprezentare media

Logo-ul ziarului Allgemeine Deutsche Zeitung für Rumänien (ADZ), ziarul minorității germane din România.

Comunitatea germană din România este reprezentată atât în media locală cât și în cea națională prin mai multe ziare (e.g. Neuer Weg sau Allgemeine Deutsche Zeitung für Rumänien) sau reviste (e.g. Hermannstädter Zeitung din Sibiu/Hermannstadt sau Karpatenrundschau) precum și prin emisiunea Akzente de pe TVR 1 (care are pe fundalul muzical din introducere un fragment din Toccata și Fuga în Re minor de compozitorul german Johann Sebastian Bach, compoziție muzicală cântată la orgă).

## Reprezentare politică

### În Regatul României
În timpul Regatului României, minoritatea germană din țară era reprezentată la nivel politic de Partidul German din România (germană Deutsche Partei in Rumänien, PGR/DPR), formațiune politică activă între 1919 și 1940. Strict pentru alegerile din 1919, la un an după Marea Unire din 1918, germanii din România au fost reprezentați de două grupuri politice, doar pentru sașii transilvăneni și șvabii bănățeni, mai precis Gruparea Sașilor Transilvăneni (GST) care au obținut 8 din 568 de mandate parlamentare la Camera Deputaților și 3 din 216 la Senat respectiv Gruparea Șvabilor (GȘ/SB) care a obținut doar 6 din 568 de mandate parlamentare la Camera Deputaților. Totodată, anumiți etnici germani (i.e. Peter Mutschler în 1922, Michael Kausch și Konstantin Roduner în 1927 respectiv Andreas Widmer) au făcut parte în Perioada interbelică din Partidul Național Liberal (PNL), unul dintre cele mai importante partide istorice ale României.

### În România comunistă
Deși fără un partid politic propriu ca în trecut, germanii din România au avut reprezentați politici și în România comunistă (atât în Republica Populară Română sau RPR pe scurt cât și în Republica Socialistă România sau R.S.R. pe scurt) în cadrul Partidului Muncitoresc Român (PMR) respectiv Partidului Comunist Român (PCR). Câteva exemple includ Ion Gheorghe Maurer (parțial sas; ex-premier), Lothar Rădăceanu (Wuertzel), Eduard Eisenburger, Andreas A. Lillin, Dieter Schlesak, Richard Winter sau Anton Breitenhofer.

### În România postdecembristă
În România postdecembristă/contemporană, toate grupurile constitutive ale minorității germane din România sunt reprezentate politic de Forumul Democrat al Germanilor din România (FDGR/DFDR), formațiune politică parlamentară cu un deputat. Forumul Democrat al Germanilor din România (FDGR/DFDR) participă constant din 1990 la alegerile parlamentare și locale. Pentru alegerile prezidențiale din 2014 și 2019, Forumul Democrat al Germanilor din România (FDGR/DFDR) a sprijinit candidatura lui Klaus Iohannis pentru două mandate consecutive de președinte.

## Istorie demografică

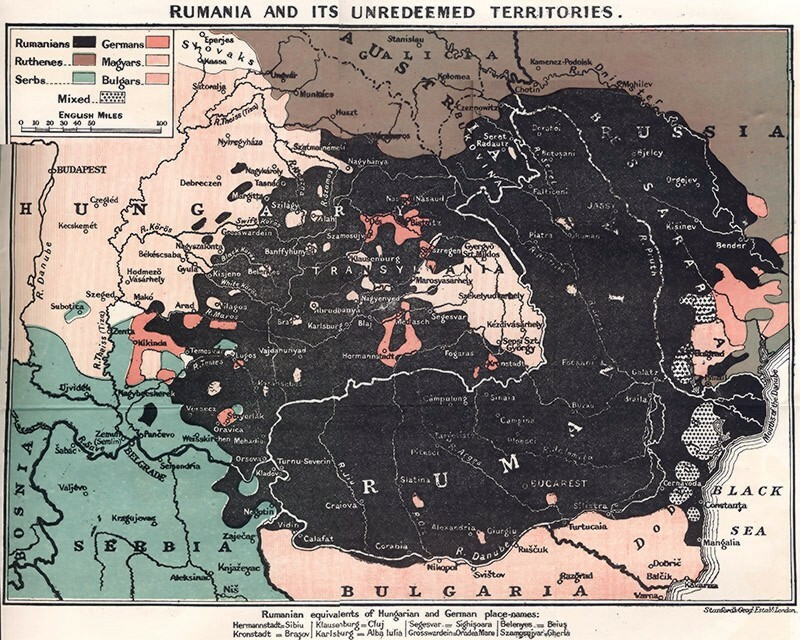
Grupurile principale de germani din spațiul etno-lingvistic românesc înaintea Primului Război Mondial, marcați în roșu deschis pe această hartă, la începutul secolului al XX-lea.

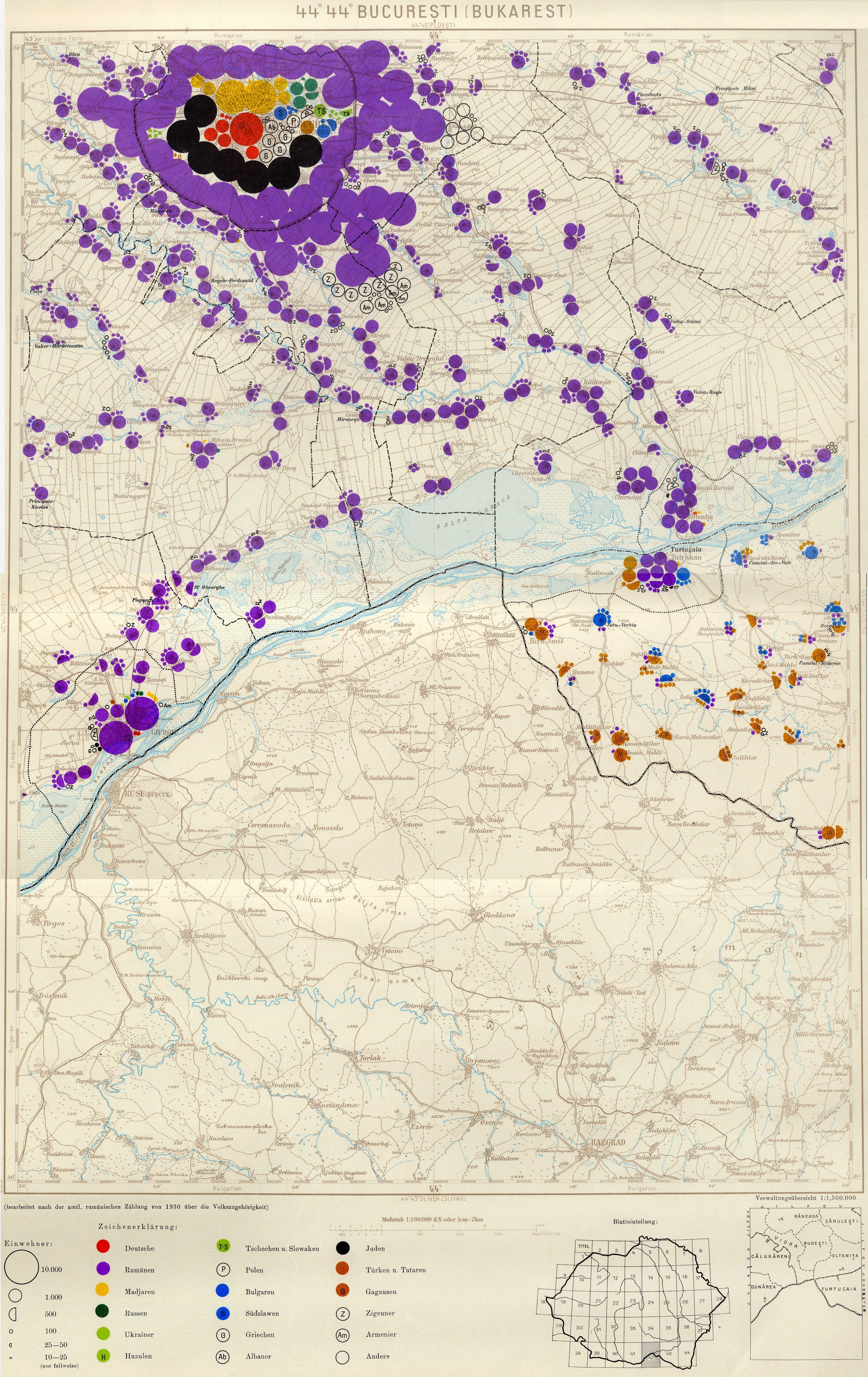
Germanii din municipiul București în Perioada interbelică, marcați cu roșu pe această hartă etnică (conform recensământului din 1930)

În timpul Perioadei interbelice, pe tot cuprinsul Regatului României trăiau 745.421 de germani, conform recensământului din 1930 (adică 4,13% din populația țării atunci respectiv al treilea cel mai mare grup etnic, după români și maghiari). În România comunistă, numărul germanilor din Republica Socialistă România (RSR) a scăzut gradual, dată fiind, în mare parte, emigrarea etnicilor germani către fosta Germanie de Vest (RFG/BDR), Austria sau alte țări, în principal Statele Unite ale Americii (SUA) și Canada. Inițial însă, în timpul Republicii Populare Române (RPR), numărul etnicilor germani din țară a crescut sensibil de la 343.913 (în 1948; adică 2,2% din populația țării atunci) la 384.708 (în 1956; procent constant față de 1948).
Numărul germanilor din România postdecembristă a scăzut constant după Revoluția Română din 1989 respectiv după căderea Cortinei de fier până în prezent. În 1992, conform recensământului din acel an, germanii din România constituiau 0,5% din populația țării (sau 119.462 de cetățeni), formând astfel cea de-a patra comunitate etnică din România atunci. Conform recensământului din 2002, în România erau 59.764 de cetățeni de etnie germană, iar în 2011 mai erau doar 36.042 de germani, reprezentând 0,17% din întreaga populație a țării. În 2022, au fost înregistrați circa 22.900 etnici germani în total în România. De asemenea, conform aceluiași recensământ programat în 2021 dar efectuat în 2022 din cauza pandemiei de COVID-19, germana standard (i.e., Hochdeutsch) este vorbită ca limbă nativă de doar 0,10% din populația țării. În pofida istoriei recente demografice negative, germanii din România încă reprezintă una dintre cele mai importante grupuri constitutive ale diasporei germane din lume, cu precădere la nivel regional în Europa Centrală și de Est, fiind o comunitate transfrontalieră. În trecut, din punct de vedere istoric, cultural și geopolitic, germanii din România au fost încadrați în conceptul german de „Mitteleuropa” (i.e., Europa Centrală).
De la cele mai timpurii începuturi, evoluția demografică a populației germane din România a fost următoarea, bazată pe recensămintele efectuate în anii următori:
- 1887: 50.000 (i.e. germani regățeni din Vechiul Regat), constituind 0,9% din populația țării atunci;
- 1899: 111.744 (i.e. germani și austro-ungari, tot din Vechiul Regat), constituind 1,88% din populația țării atunci;
- 1930: 745.421 persoane (4,1% din populația României),[5] respectiv 23,7% din populația Banatului,[6] 8,9% din populația Bucovinei,[7] 7,9% din populația Transilvaniei,[6] 3% din populația Basarabiei și 2,8% din populația Dobrogei;
- 1941 (aprilie): 542.325 (4,01% din populația țării);
- 1941 (decembrie): 674.307 (3.53% din populația țării; incluzând germani pontici după anexarea Transnistriei în timpul celui de-Al Doilea Război Mondial, aceștia fiind recenzați în cadrul Guvernământului Transnistriei);
- 1948: 343.913 persoane (2,2% din populația României);
- 1956: 384.708 persoane (2,2% din populația României);
- 1966: 382.595 persoane (2,0% din populația României);
- 1977: 359.109 persoane (1,6% din populația României);
- 1992: 119.462 persoane (0,5% din populația României);
- 2002: 60.088 persoane (reprezentând atunci 0,3% din populația țării);
- 2011: 27.019 persoane s-au declarat cu limba germană ca limbă maternă respectiv 36.042 de cetățeni de etnie germană (reprezentând atunci 0,19% din populația țării);[8]
- 2022: circa 22.900 persoane (reprezentând atunci 0,14% din populația țării).[9]

### Emigrări
În cadrul Acțiunii Recuperarea (Geheimsache Kanal) au fost vândute, conform evidențelor oficiale, persoane aparținând minorității germane din România, după cum urmează:
- 15.501 în 1983;
- 16.554 în 1984;
- 13.972 în 1985;
- 13.130 în 1986;
- 13.994 în 1987;
- 12.902 în 1988;
- 23.387 în 1989.

Un număr exact este greu de stabilit, dar la sfârșitul anului 1989 mai trăiau în România circa 250.000-260.000 germani.
Datele oficiale arată o „explozie” a emigrării în primul an după căderea comunismului, după care numărul emigranților a început să scadă:
- 60.072 în 1990;
- 15.567 în 1991;
- 8.852 în 1992;
- 5.945 în 1993;
- 4.065 în 1994;
- 2.906 în 1995;
- 2.315 în 1996;
- 1.273 în 1997.

### Hărți etnice
În hărțile etnice din galeria de mai jos se poate observa evoluția demografică a comunității germane din România de-a lungul timpului:

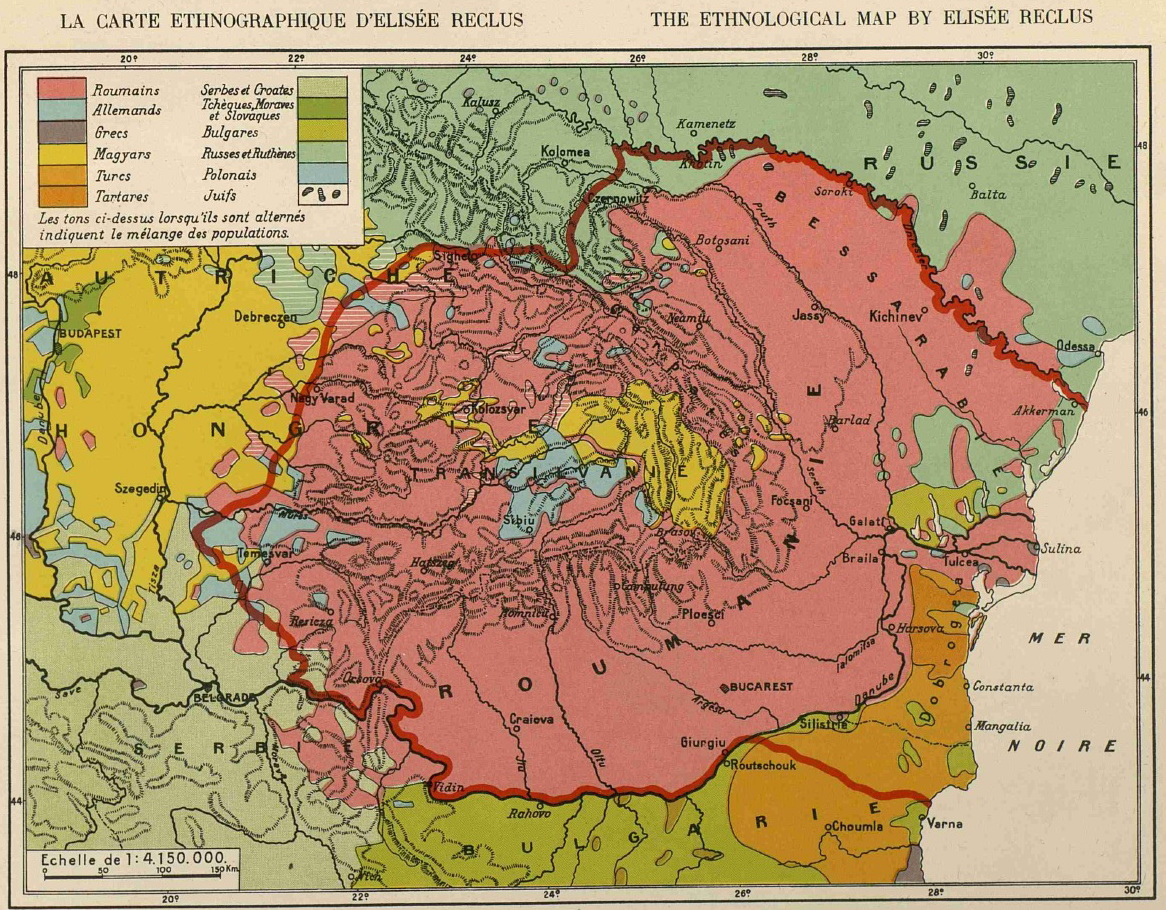
Hartă etnografică reprezentând germanii din spațiul etno-lingvistic românesc în anii 1870 (cu granițele viitorului lărgit Regat al României dintre 1918 și 1940 suprapuse de asemenea).
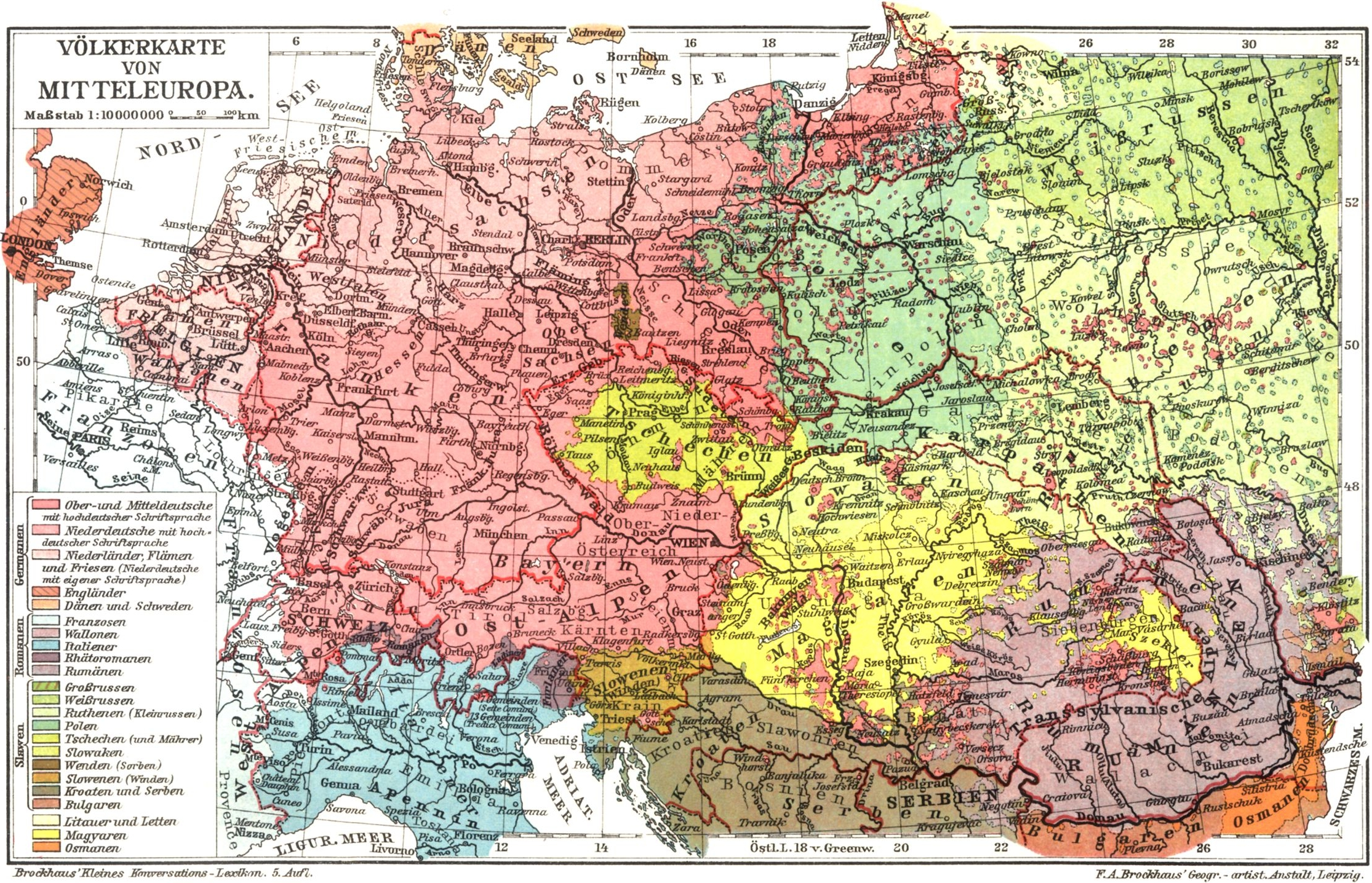
Germanii din Europa Centrală (germană Mitteleuropa) la începutul secolului al XX-lea, inclusiv din spațiul etno-lingvistic românesc.
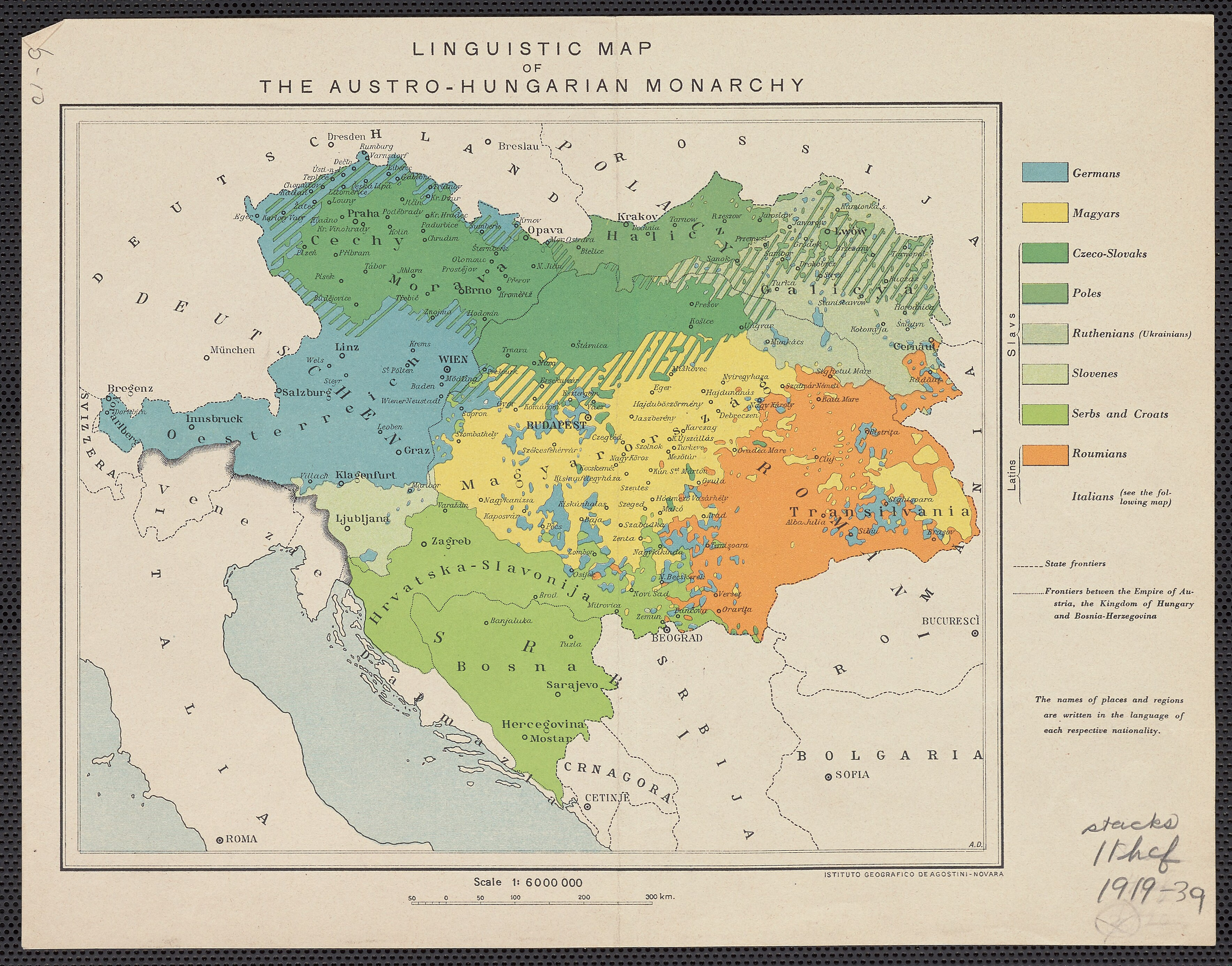
Germanii din arealul etno-lingvistic românesc din fosta Austro-Ungarie în anii 1910, marcați în albastru pe această hartă etnică.
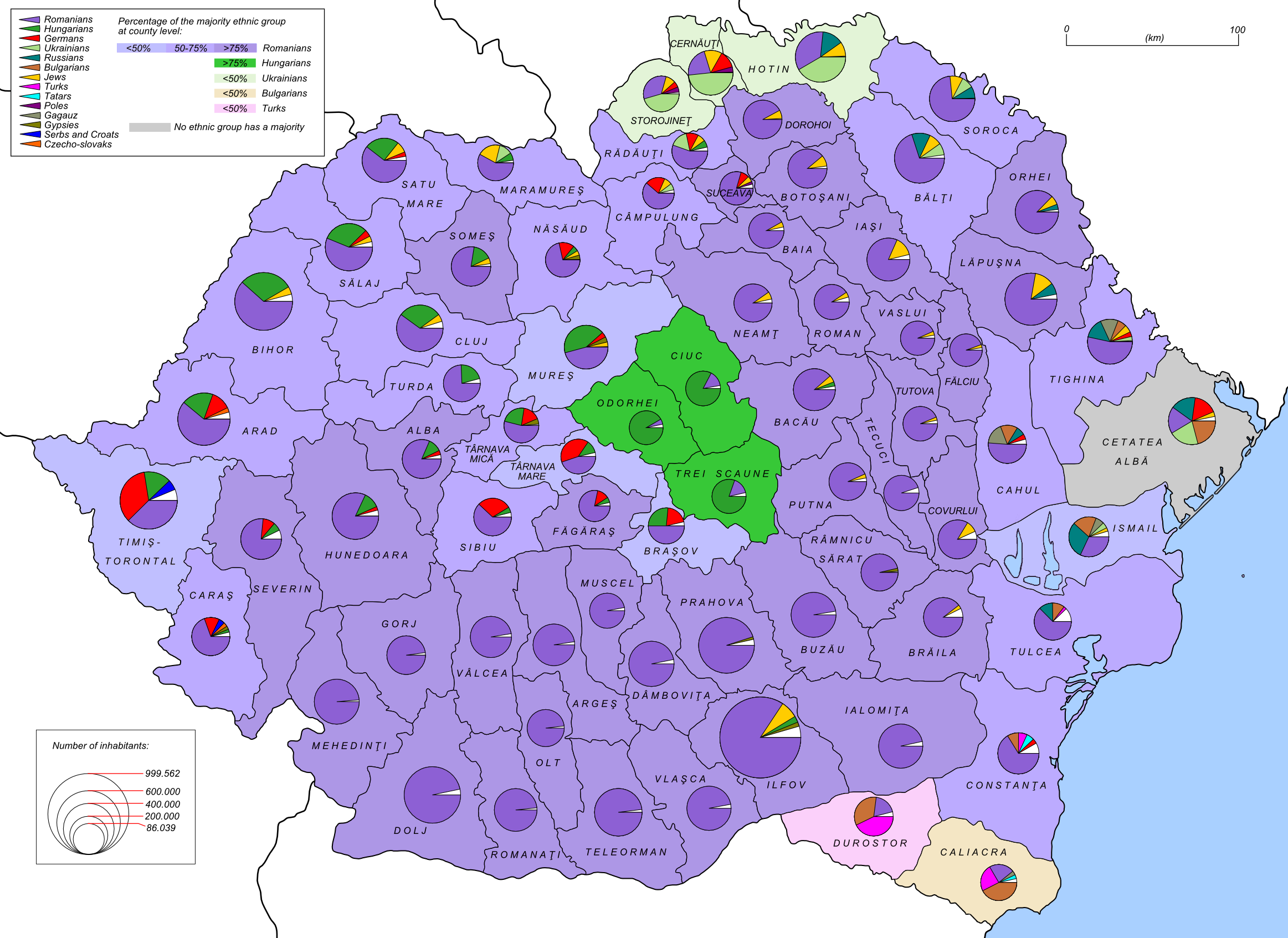
Harta etnică a Regatului României în anul 1930, conform recensământului din același an, cu germanii marcați în roșu în județele în care au fost înregistrați.
Germanii din Regatul României (marcați în roșu), conform recensământului din aprilie 1941.
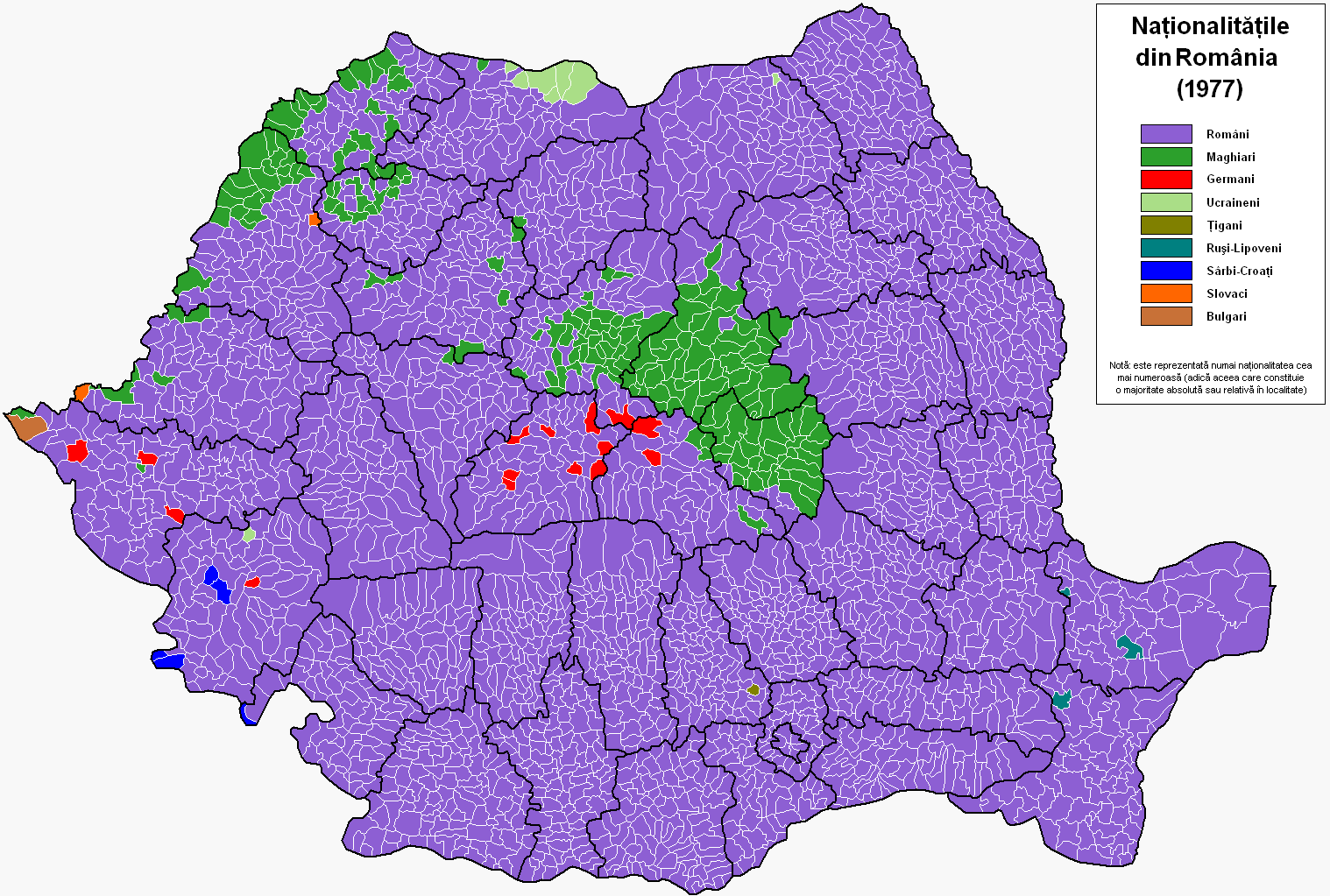
Germanii din Republica Socialistă România (R.S.R.), marcați în roșu, conform recensământului din 1977.
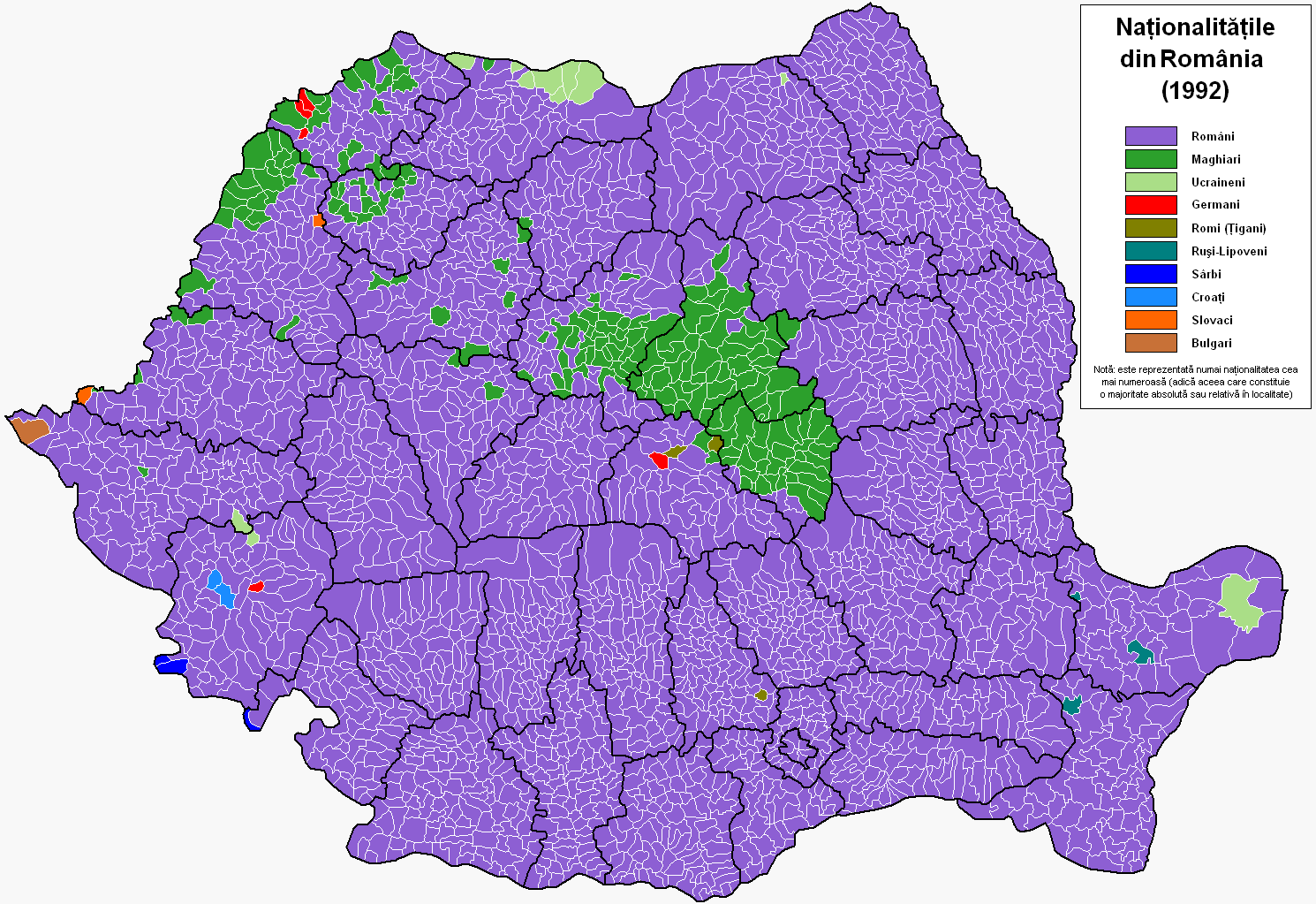
Germanii din România, marcați în roșu, conform recensământului din 1992.
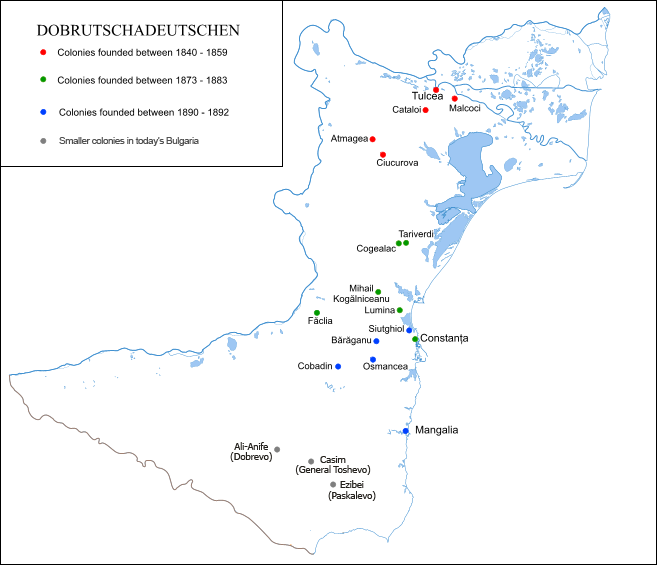
Cronologia coloniilor germane în Dobrogea de-a lungul timpului, reprezentate în anumite perioade de fondare pe această hartă.
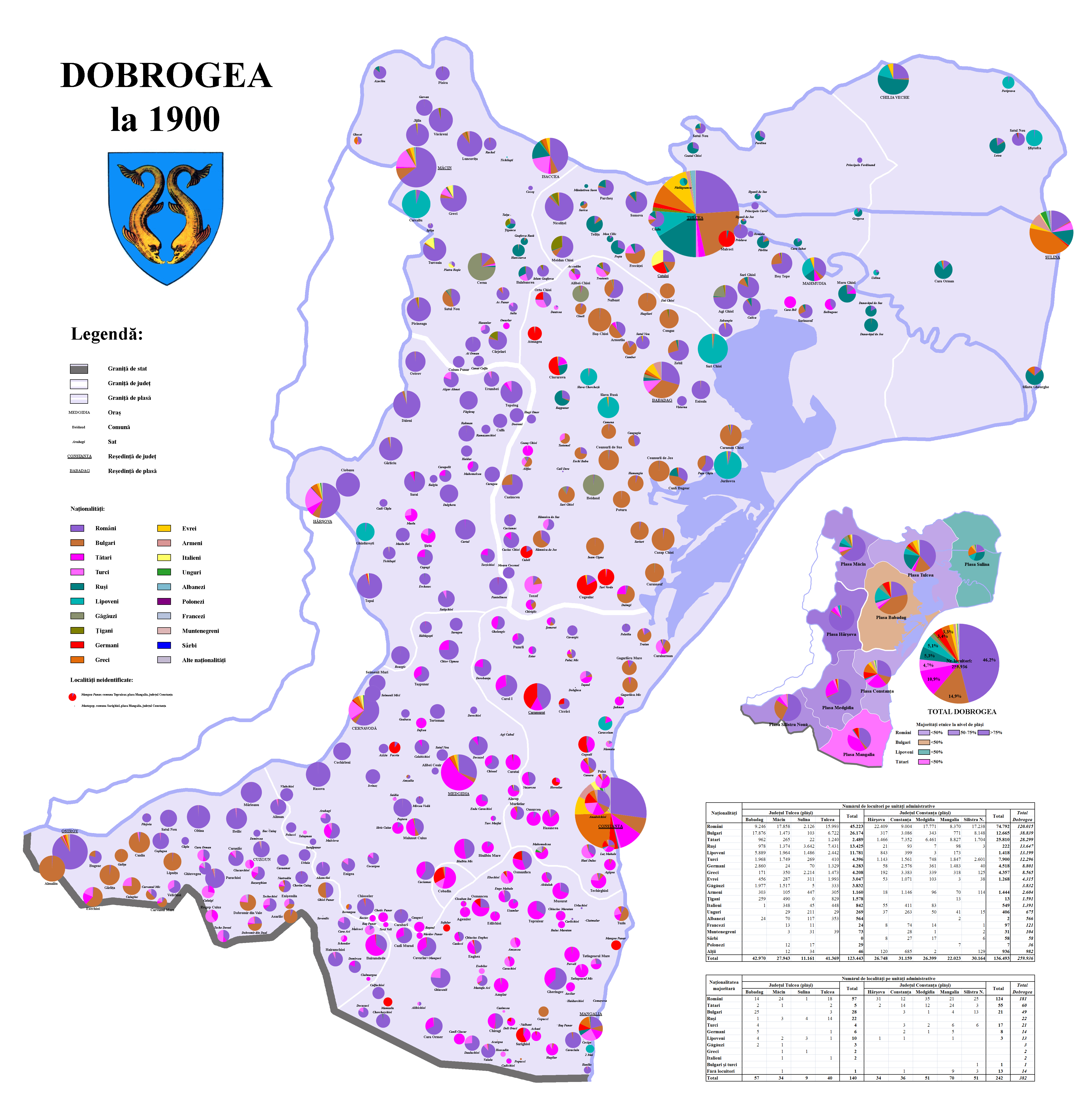
Hartă etnică a Dobrogei din 1900, cu germanii marcați în roșu.
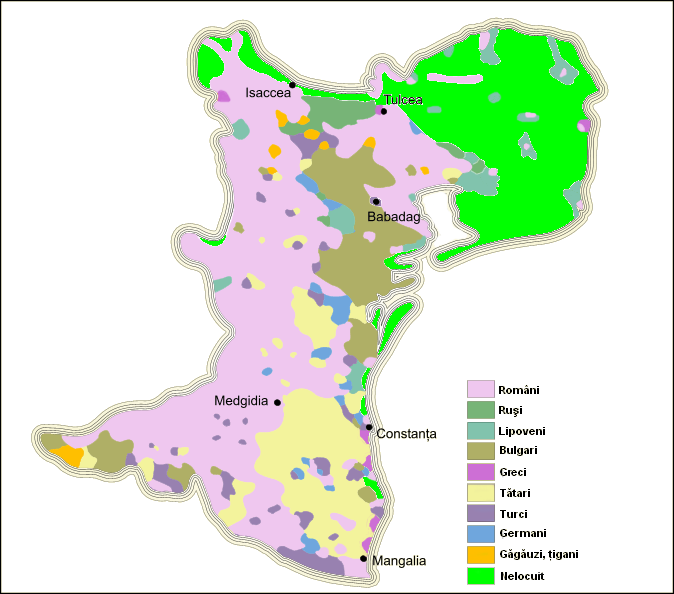
Hartă etnică a Dobrogei la începutul secolului XX, cu germanii marcați în albastru.

## Personalități
- Conrad Rudolf Haas (1509–1576), inventator, inginer și pionier în aeronautică (de origine austriacă);
- Hermann Oberth (1894–1989), unul din părinții sau pionierii astronauticii;
- Hans Otto Roth (1890–1953), politician democrat, deținut politic;
- Joseph Schubert (1890–1969), episcop romano-catolic de București, nerecunoscut de autoritățile române, deținut politic;
- Johannes Honterus (1498–1549), umanist sas, latinist, reformator religios;
- Thomas Nägler (1939–2011), istoric, scriitor și arheolog sas, primul președinte al Forumului Democrat al Germanilor din România (FDGR/DFDR);
- Anneli Ute Gabanyi (n. 1942), politolog și istoric;
- Christian W. Schenk (n. 1951), medic, poet, eseist, editor și traducător;
- Johann Böhm (n. 1929), istoric sas;
- Harald Roth (n. 1965), istoric sas;
- Viktor Roth (1874–1937), istoric sas;
- Kurt Horedt (1914–1991), istoric sas;
- Gustav Gündisch (1907–1996), istoric sas;
- Horst Klusch (1927–2014), istoric sas;
- Michael Kroner (1934–2022), istoric sas;
- Gernot Nussbächer (1939–2018), istoric sas;
- Adolf Armbruster (1941–2001), istoric sas;
- Klaus Popa (1951–2021), istoric sas;
- Stefan Sienerth (n. 1948), critic și istoric literar sas;
- Hugo Weczerka (1930–2021), istoric german bucovinean;
- Ernest Oberländer-Târnoveanu (n. 1951), istoric german regățean;
- Stephen Fischer-Galați (1924–2014), istoric german regățean;
- Paul Philippi (1923–2018), politician, președinte și membru fondator al Forumului Democrat al Germanilor din România (FDGR/DFDR);
- Michael „Mischa/Mișa” Klein (1959–1993), sportiv, fotbalist;
- Eginald Schlattner (n. 1933), inginer hidrolog, pastor luteran, scriitor;
- Peter Maffay (n. 1949), cantautor, cântăreț și muzician rock and roll;
- Ricky Dandel (n. 1952) solist vocal, compozitor, textier, prezentator, moderator și show-man;
- Herta Müller (n. 1953), scriitoare, laureată a Premiul Nobel pentru literatură;
- Jan Cornelius (n. 1950), scriitor și traducător;
- Claus Stephani (n. 1938), scriitor, istoric de artă, etnolog și folclorist;
- William Totok (n. 1951), poet, prozator, eseist și jurnalist șvab bănățean;
- Dieter Schlesak (1934–2019), scriitor sas;
- Richard Wagner, scriitor șvab bănățean;
- Hanno Höfer (n. 1967), regizor, scenarist, actor și muzician, membru al formației Nightlosers;
- Stephan Ludwig Roth (1796–1849), revoluționar sas în cadrul Revoluției de la 1848 din Transilvania (apărător al drepturilor românilor transilvăneni);
- Klaus Iohannis (n. 1959), fost primar al orașului Sibiu (germană Hermannstadt), fost Președinte al României;
- Astrid Fodor (n. 1953), primar actual al municipiului Sibiu (germană Hermannstadt);
- Daniel Thellmann (1960–2009), fost primar al municipiului Mediaș (germană Mediasch);
- Alexandru Flechtenmacher (1823–1898), compozitor;
- Helmut Duckadam (1959–2024), sportiv, portar de fotbal;
- Ottó Hindrich (n. 2002), sportiv, portar de fotbal;
- Johnny Weissmüller (1904–1984), șvab bănățean, sportiv și actor (cunoscut pentru interpretarea rolului lui Tarzan);
- Josef „Ioji” Kappl (n. 1950), muzician, basist, fost membru al formației Transsylvania Phoenix;
- Erlend Krauser (n. 1958), muzician, chitarist, fost membru al formației Transsylvania Phoenix;
- Herbert Müller (n. 1962), sportiv, handbalist;
- Stefan Hell (n. 1962), laureat al Premiului Nobel pentru Chimie;
- Bernd Fabritius (n. 1965), politician, membru al Bundestagului din partea Uniunea Creștin-Socială din Bavaria (CSU).

## Galerie

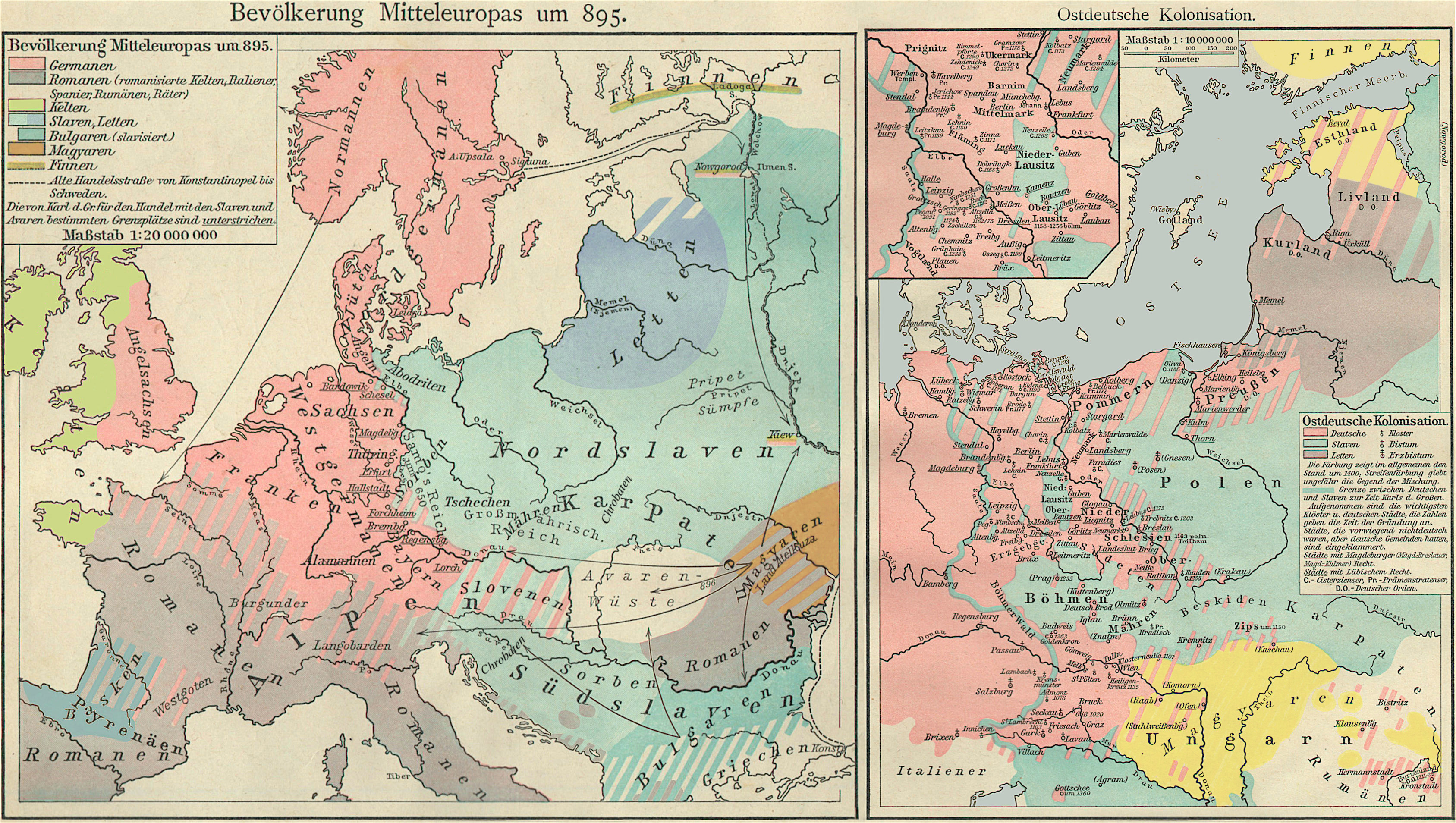
Așezarea sașilor în Transilvania în Evul Mediu ca parte a procesului de colonizare germană estică în Europa (germană Ostsiedlung sau Ostdeutsche Kolonisation).
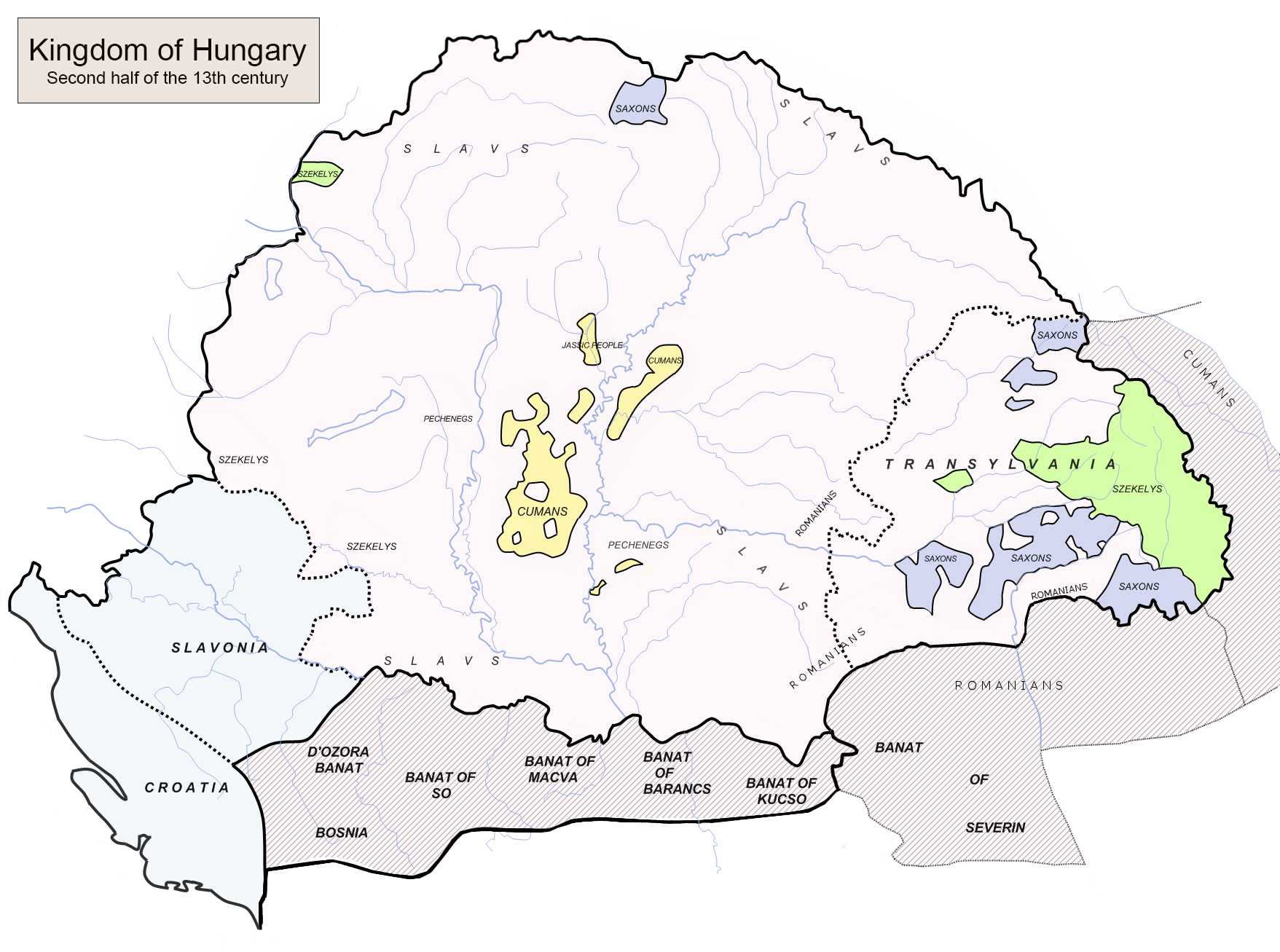
Teritoriile autonome populate de sași în cadrul Regatului Ungariei de-a lungul Evului Mediu (mai precis în Evul Mediu Clasic), marcate în gri.
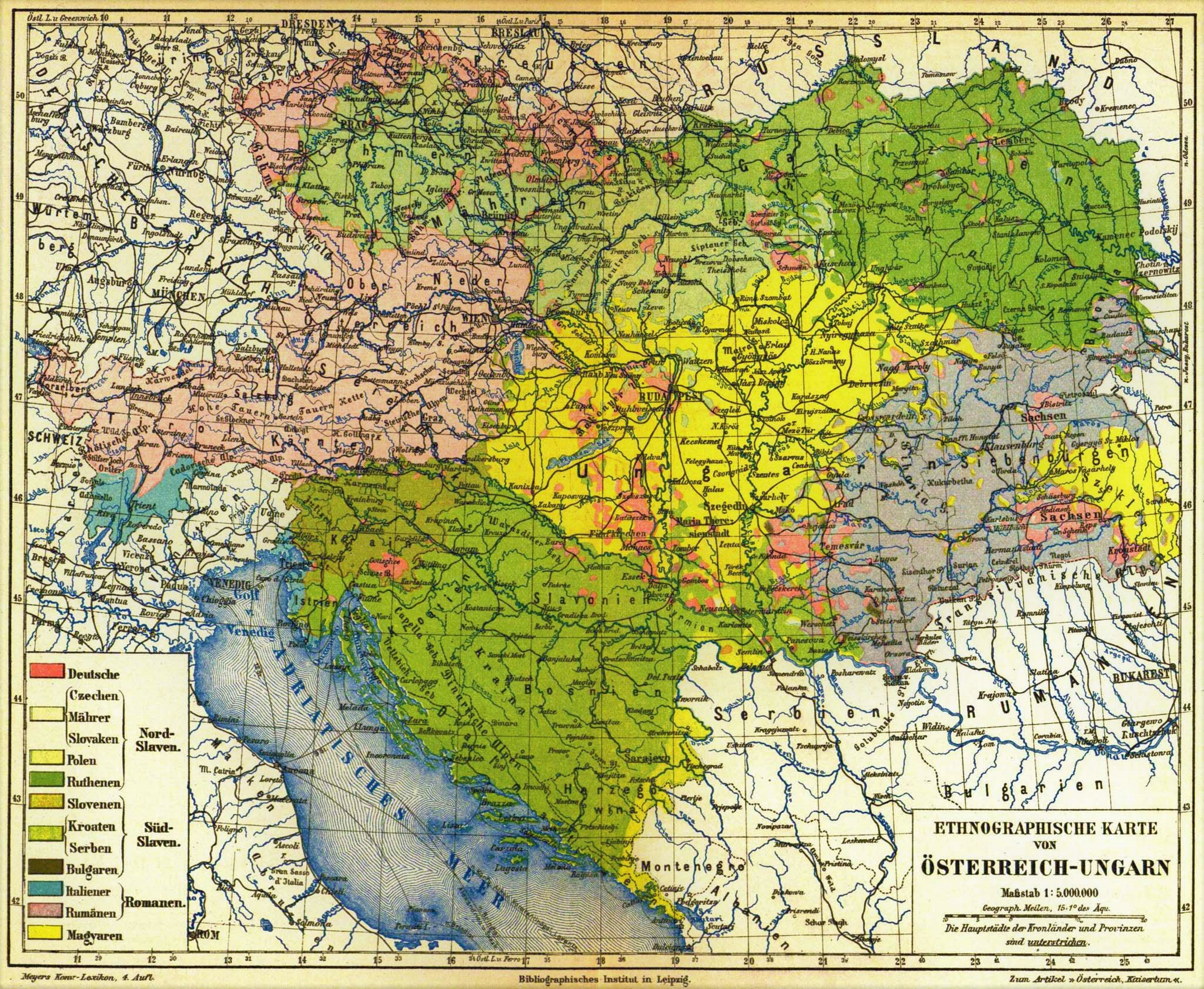
Germanii din Austro-Ungaria în secolul al XIX-lea, marcați în roz pe această hartă etnică.
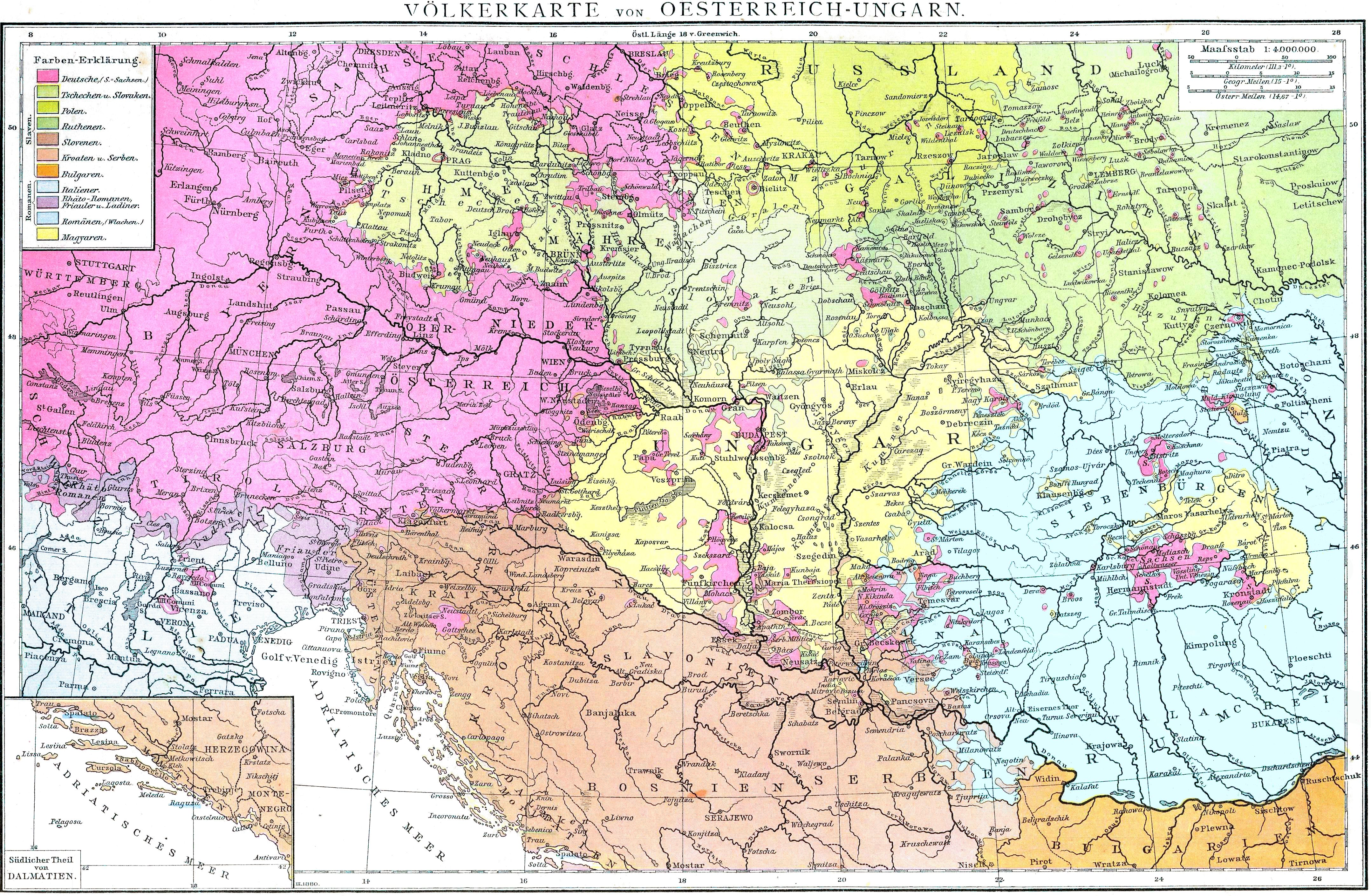
Harta etnografică a Austro-Ungariei conform recensământului austro-ungar din 1880 cu teritoriile locuite de germani marcate în roz.
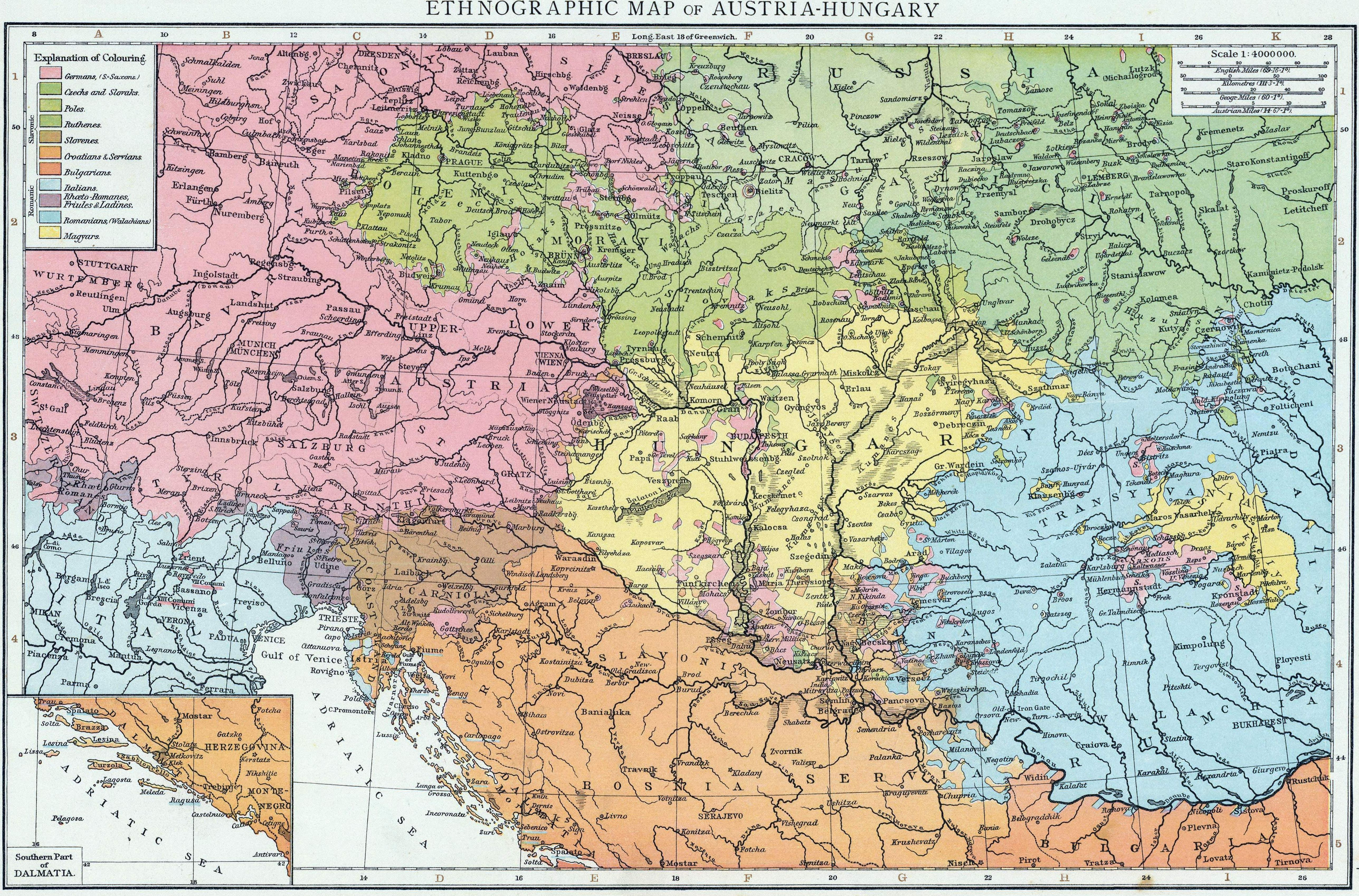
Teritoriile locuite tradițional de germanii din România, înfățișate pe această hartă din 1890 ca o serie de enclave etnice relativ compacte colorate în roz, în regiunile istorice Transilvania, Banat respectiv Bucovina.
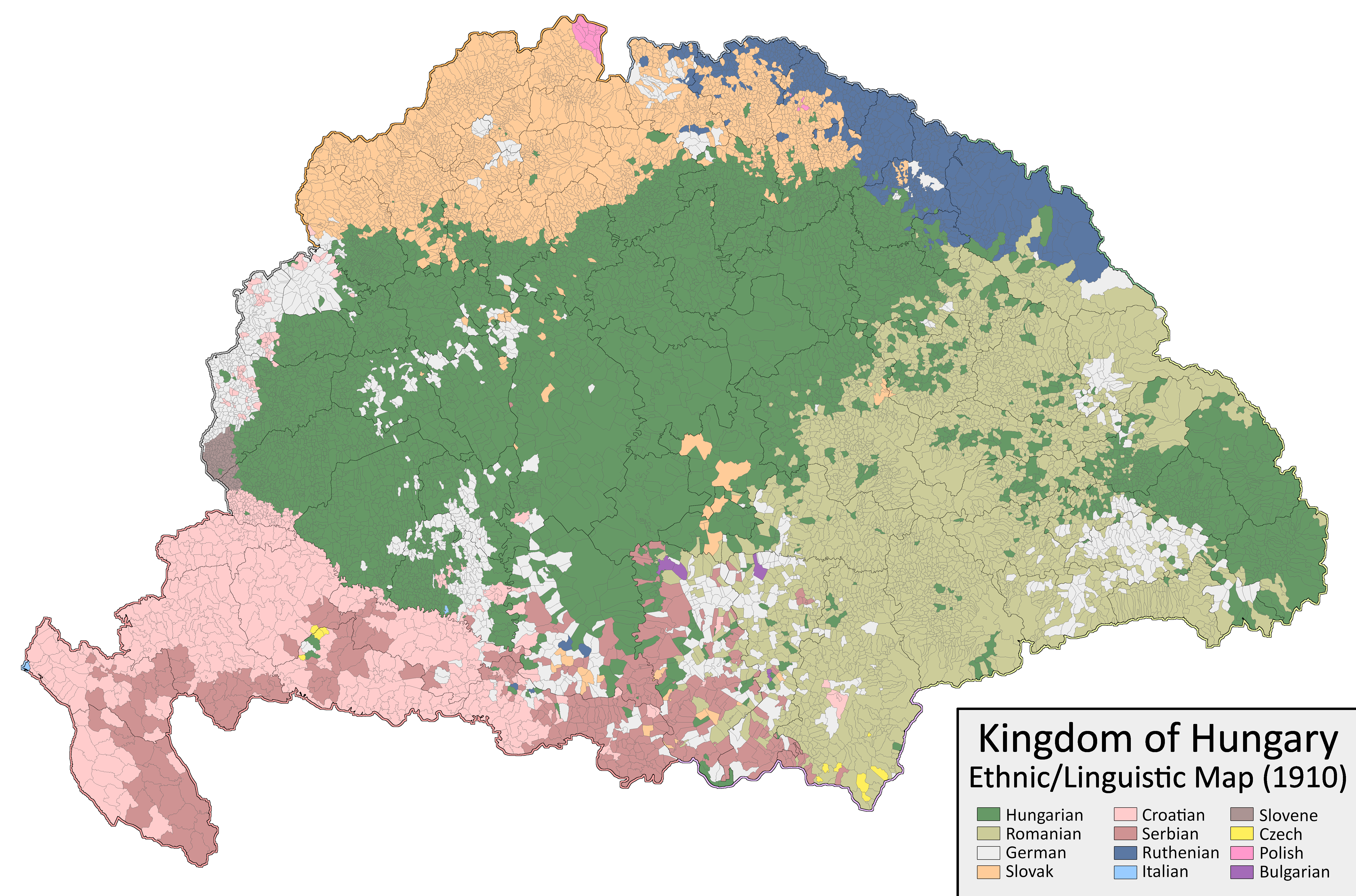
Harta etnică a fostului Regat al Ungariei de la 1910, cu germanii marcați în gri deschis, inclusiv în Transilvania respectiv Banat.
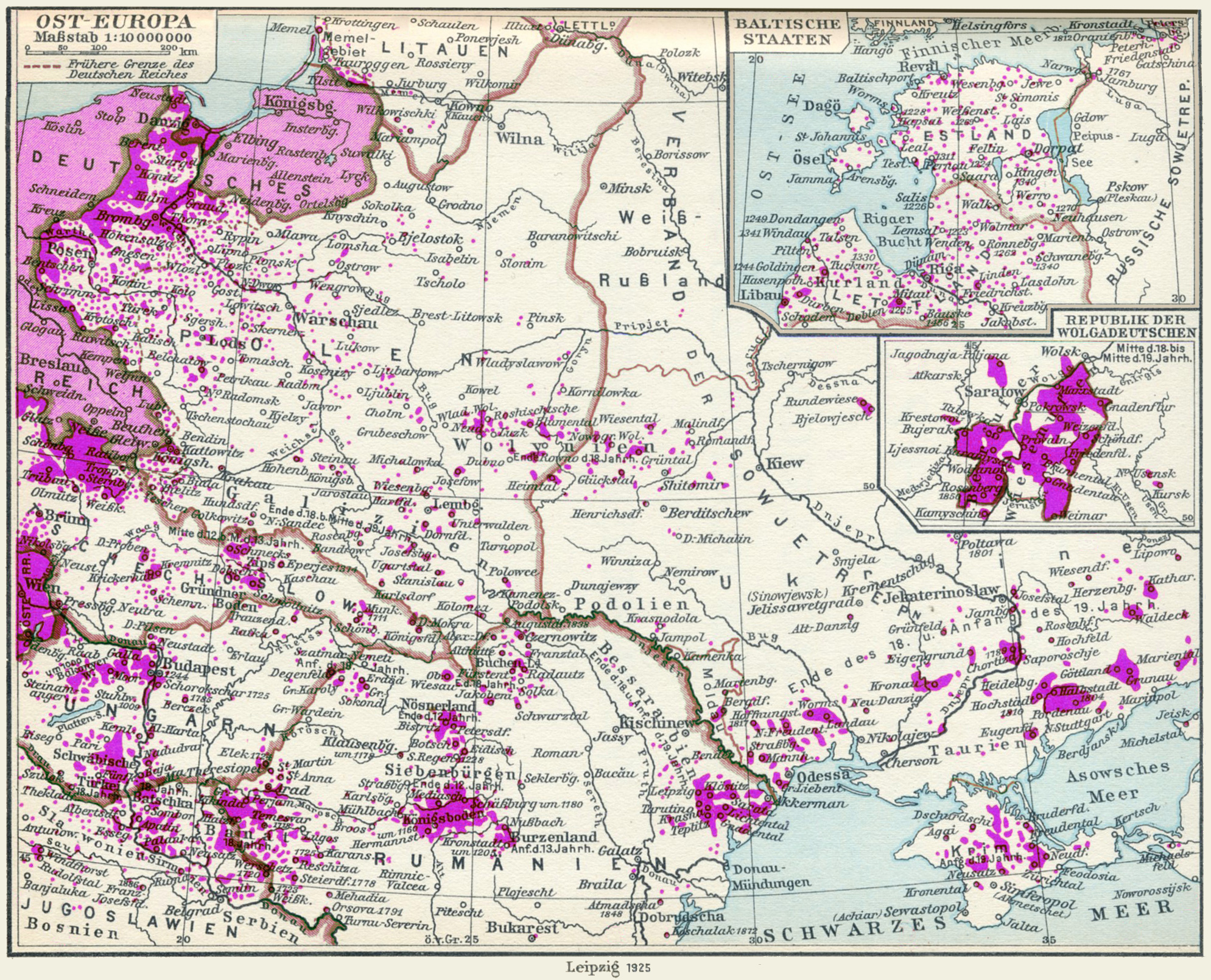
Distribuția etnică a germanilor în Europa Centrală și de Est în 1925 (pe această hartă pot fi remarcate și comunitățile de germani din Regatul României).
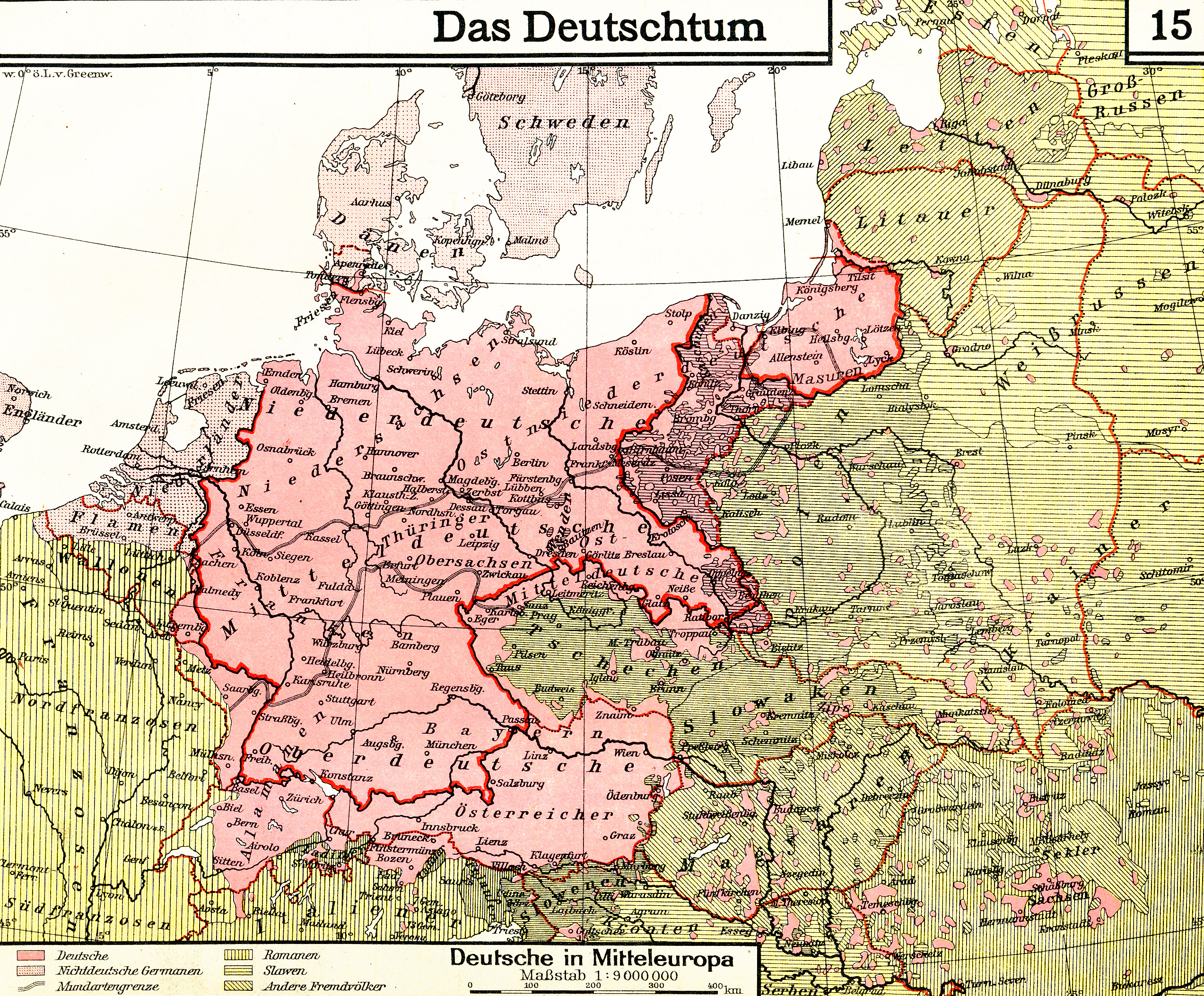
Germanii din Europa Centrală (germană Mitteleuropa) la circa 1930, hartă etnografică dintr-un atlas de limba germană (se pot observa grupuri de germani din Regatul României de asemenea).
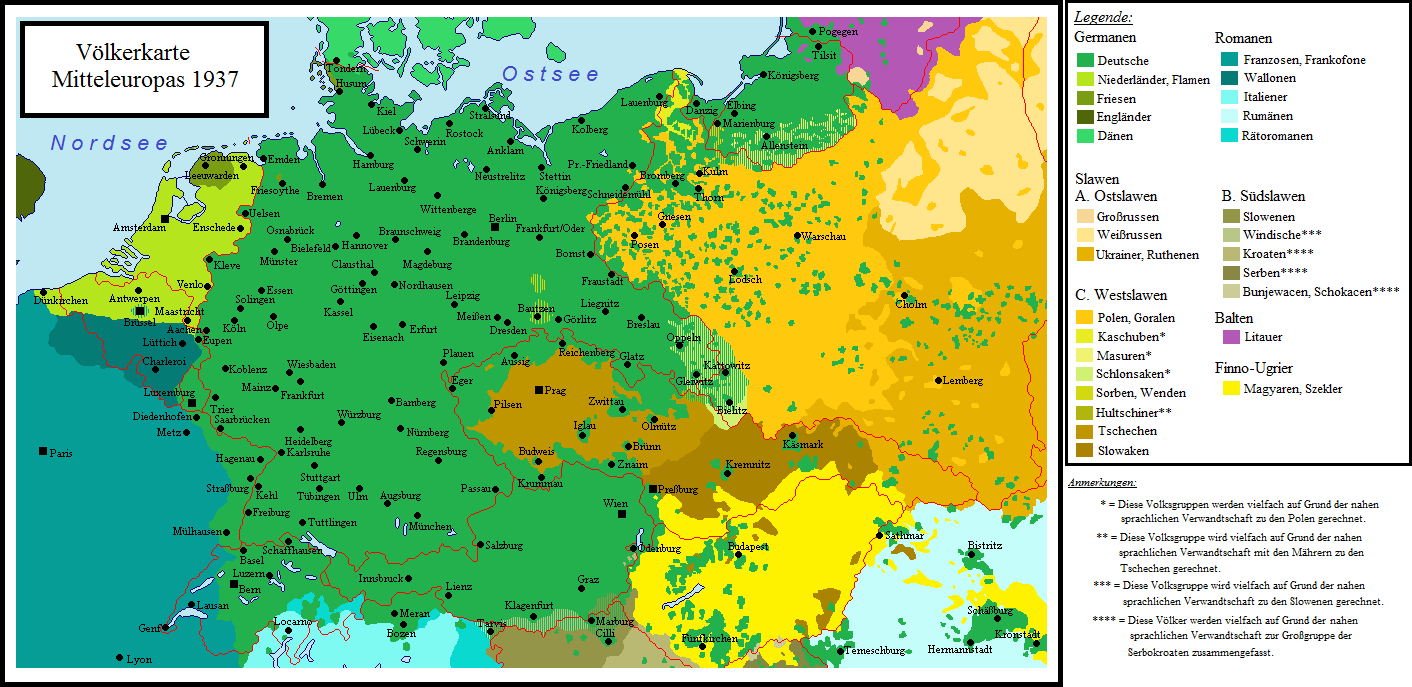
Hartă etnografică înfățișând germanii din Europa Centrală la 1937 (se pot observa grupuri de germani din Regatul României de asemenea).
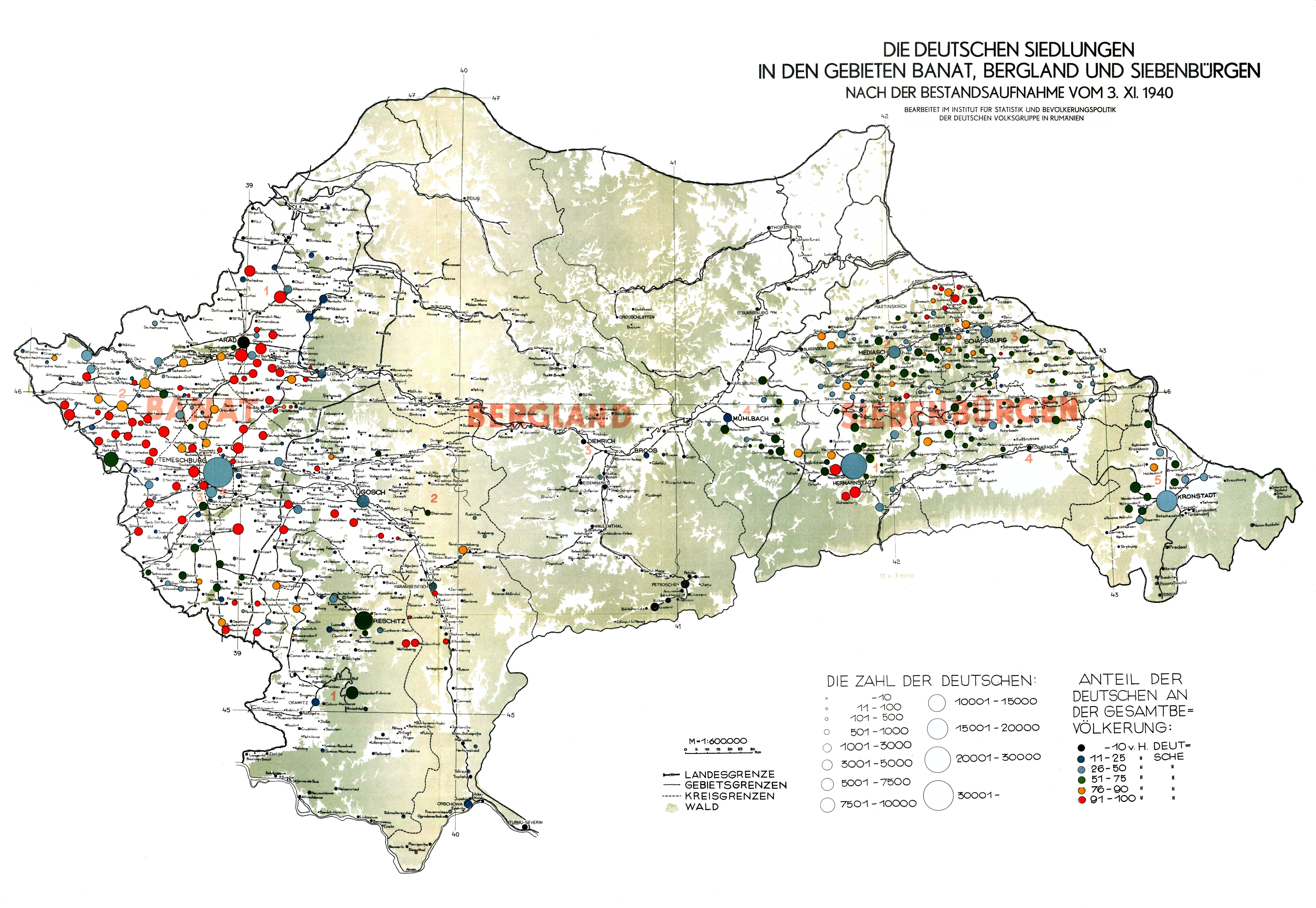
Aşezările germanilor din Banat (i.e. şvabii bănățeni) şi sudul Transilvaniei (e.g. saşii transilvăneni) în 1940, în timpul celui de-al Al Doilea Război Mondial.
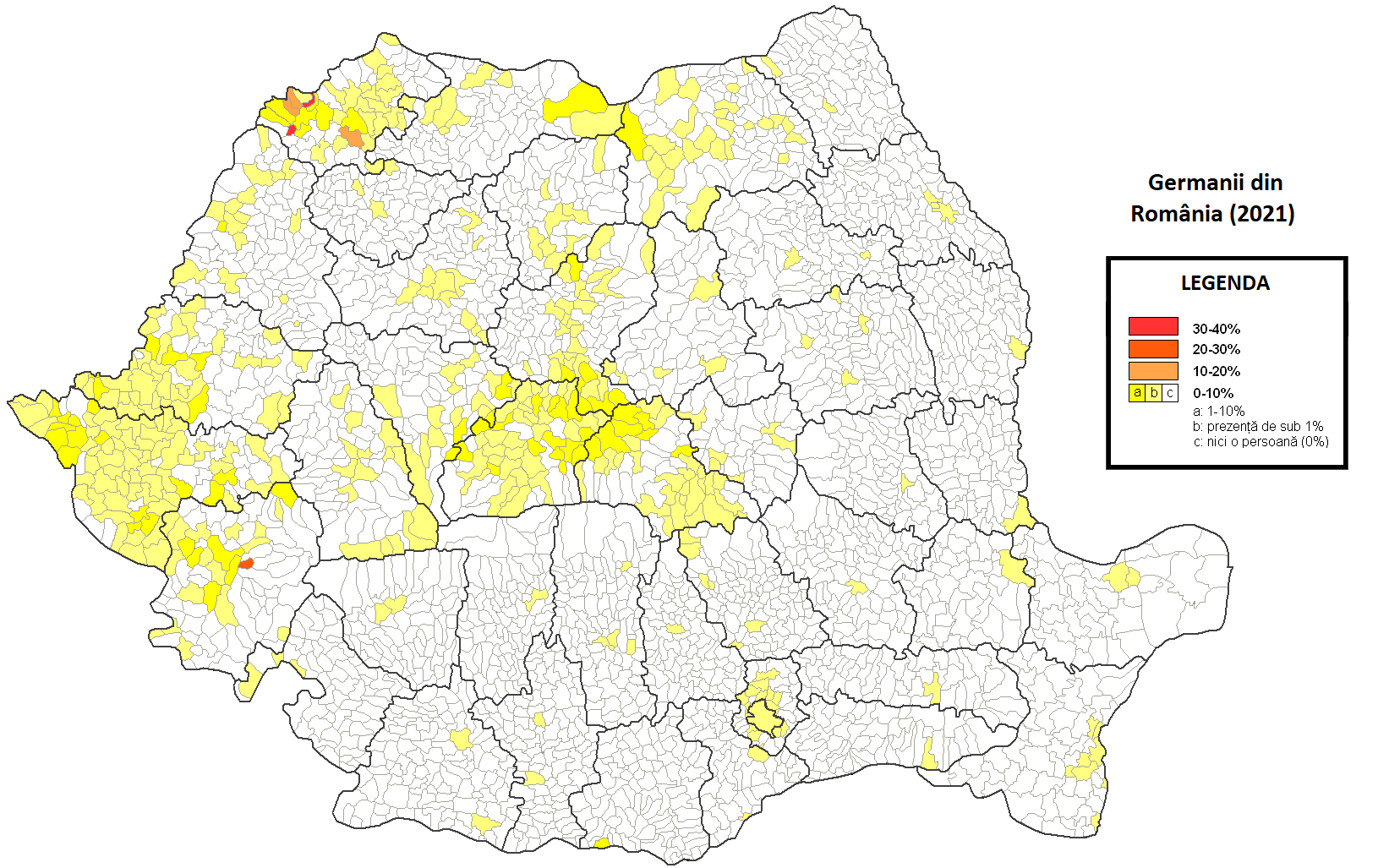
Germanii din România (2021)
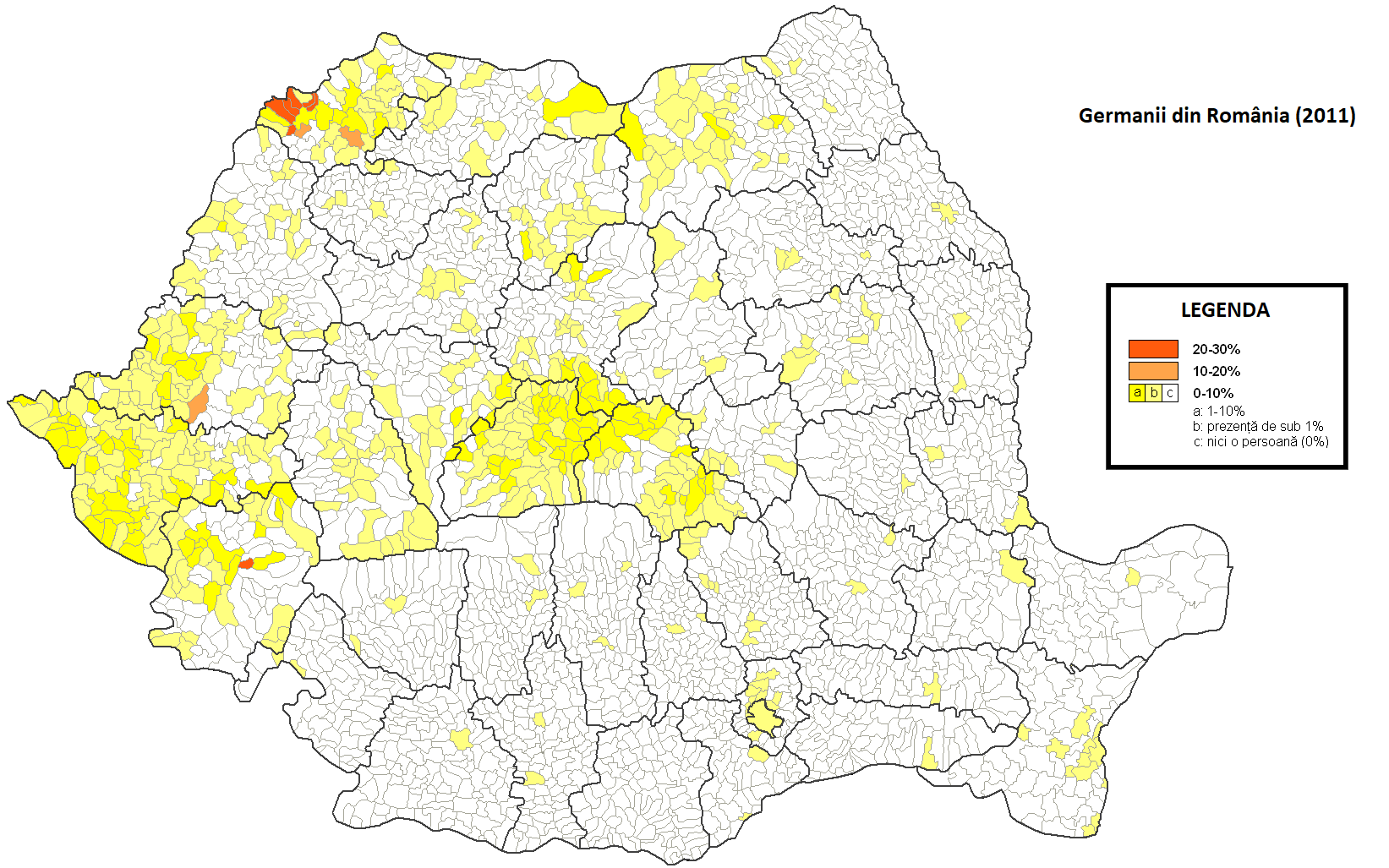
Germanii din România (2011)
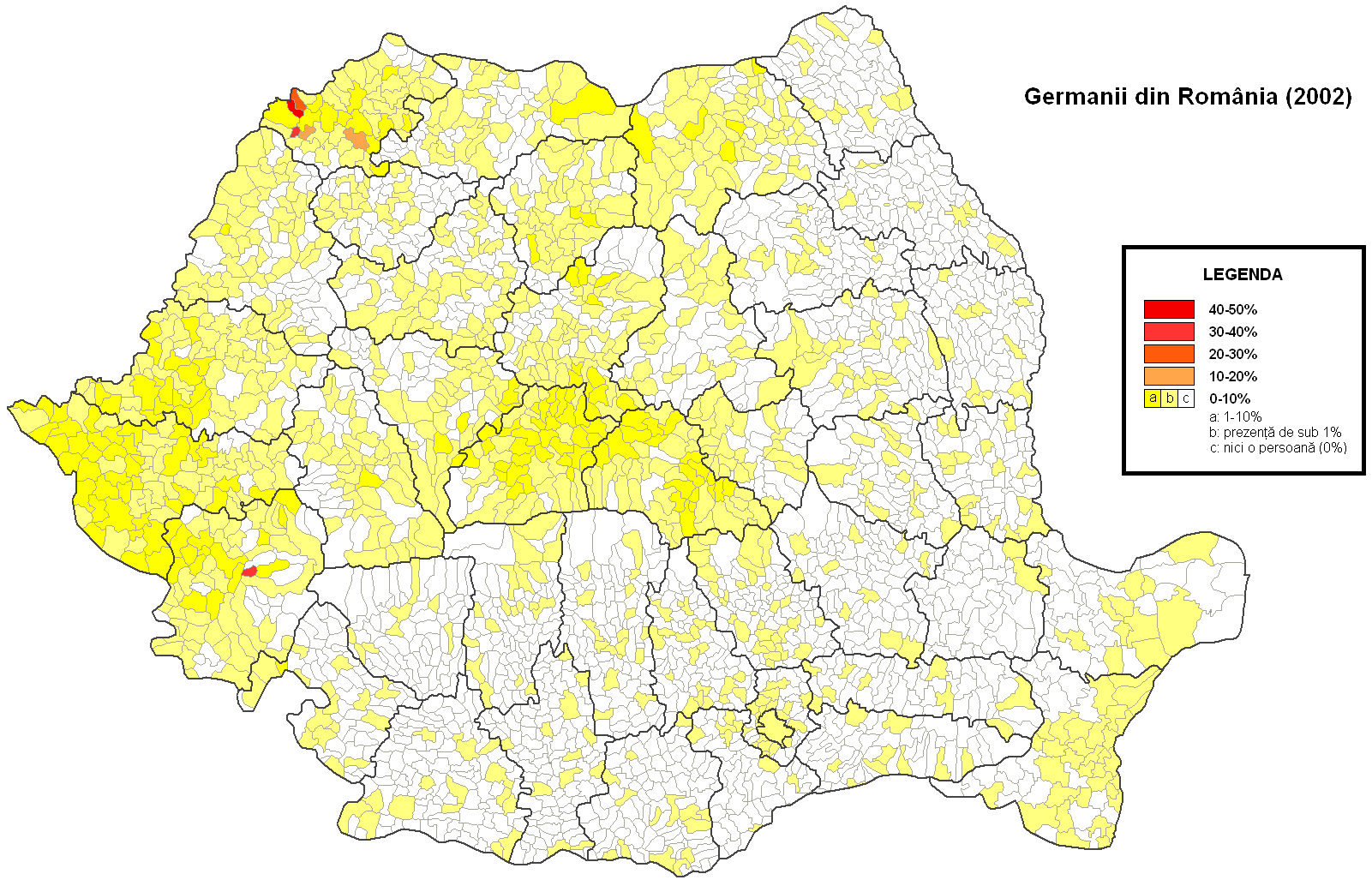
Germanii din România (2002)
Zone tradiționale/istorice locuite și de germanei în Transilvania (germană Siebenbürgen/Transsilvanien), Satu Mare (germană Sathmar) și Banat (germană Banat) în care germanii au deținut majoritatea etnică sau populații cu o pondere etnică semnificativă în trecut.
Comunități de sași și șvabi din Transilvania și Banat în Regatul României (începutul secolului al XX-lea, la 1918 mai precis); enclava nemarcată la nord-vest spre Satu Mare este un teritoriu tradițional și al șvabilor sătmăreni.
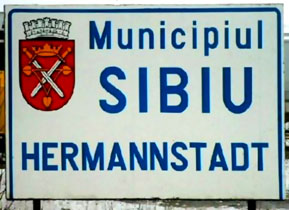
Inscripție bilingvă în Sibiu (germană Hermannstadt)
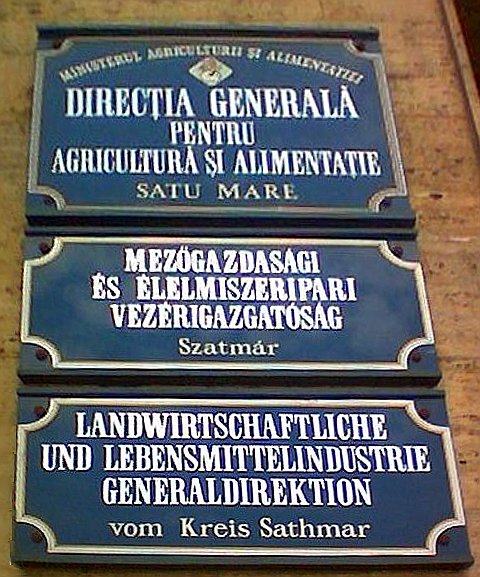
Inscripție trilingvă în Satu Mare (germană Sathmar)
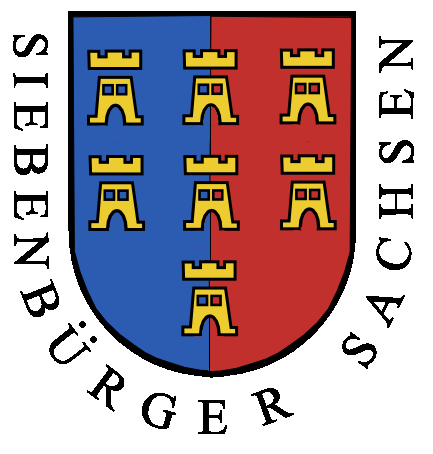
Stema istorică a sașilor din Transilvania
Stema istorică a germanilor din Bucovina
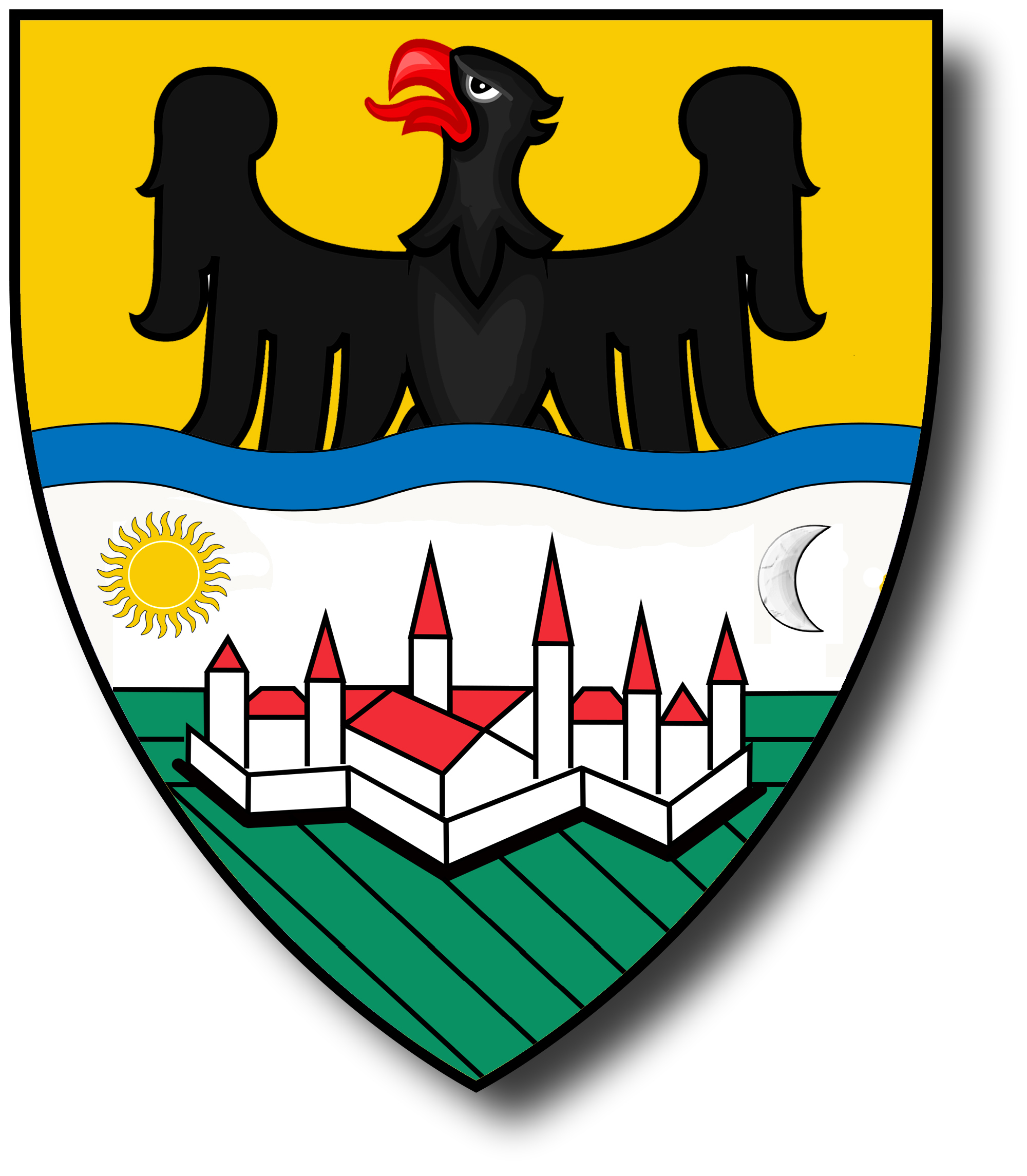
Stema istorică a șvabilor din Banat
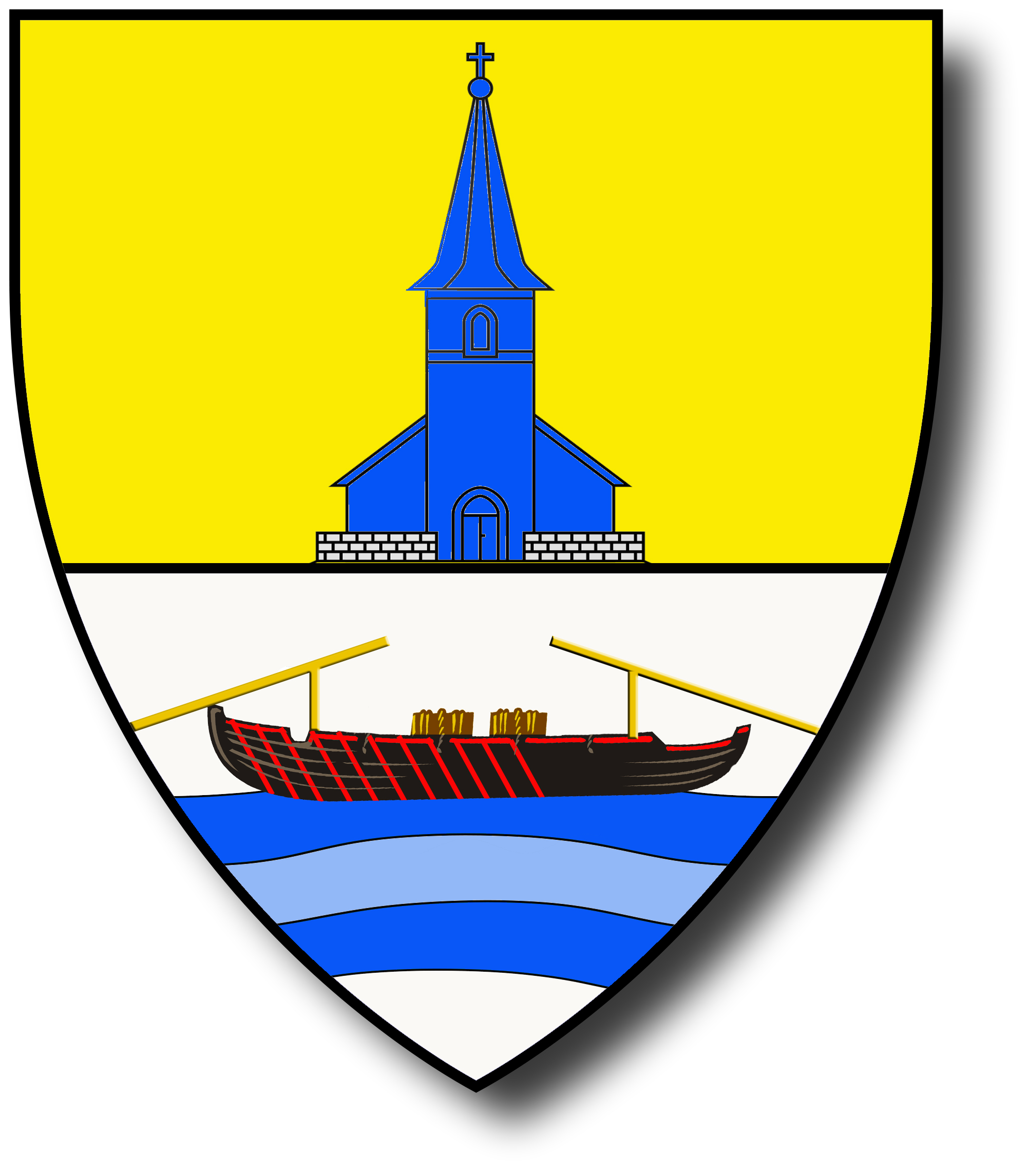
Stema istorică a șvabilor sătmăreni
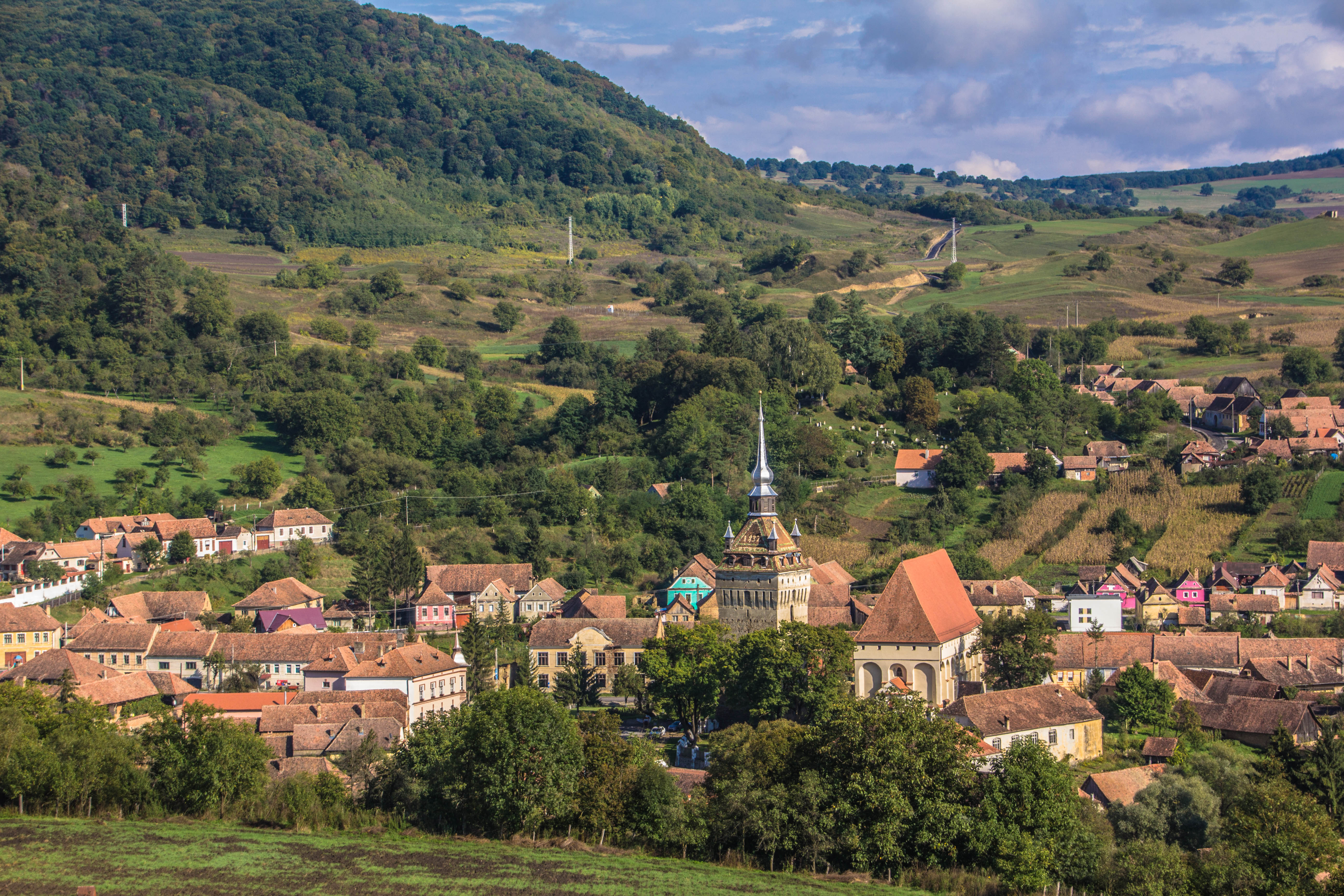
Comuna Saschiz (germană Keisd), Județul Mureș un exemplu de sat fortificat săsesc din Transilvania
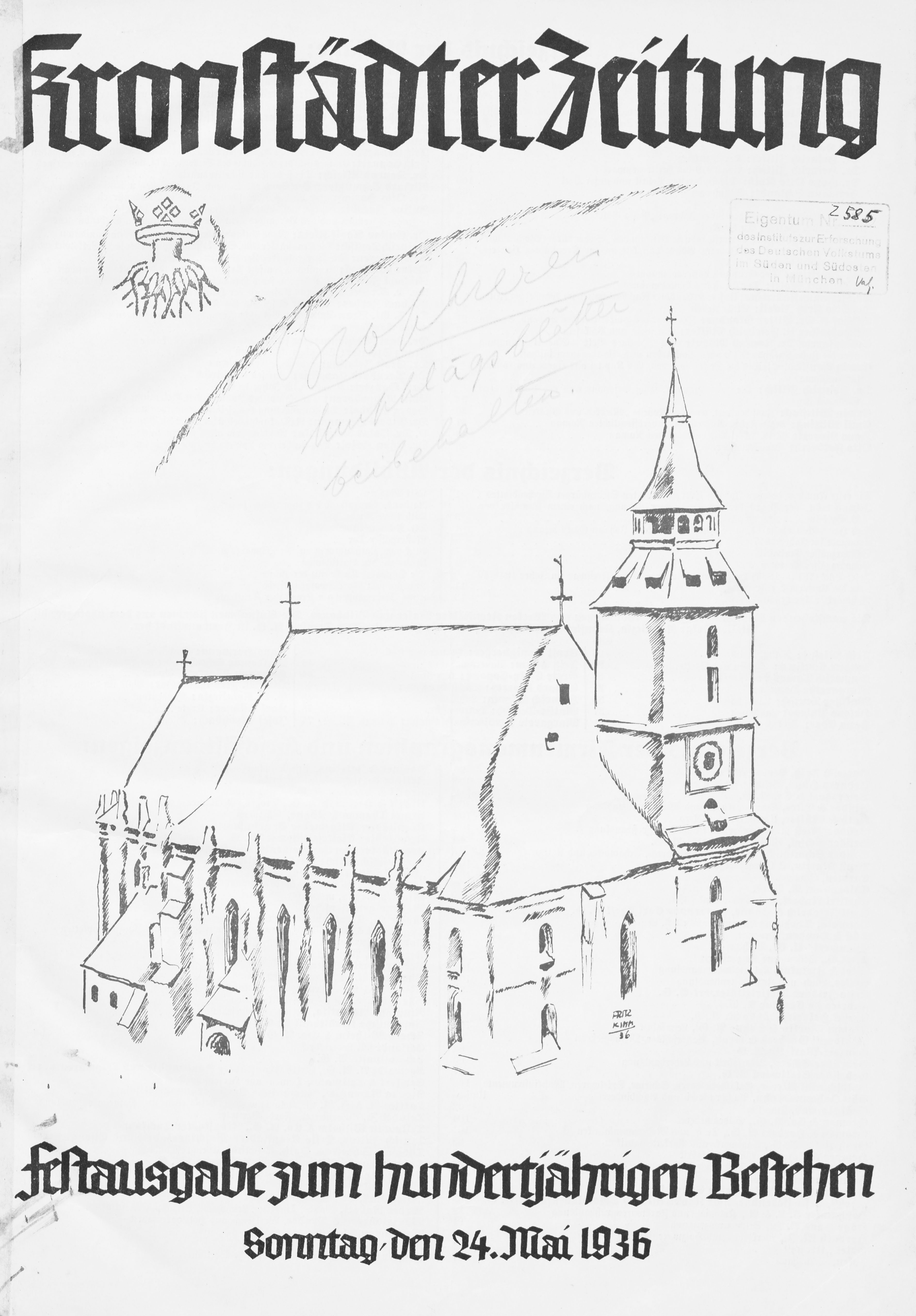
Kronstädter Zeitung, ziar în limba germană din Brașov/Kronstadt/Kruhnen
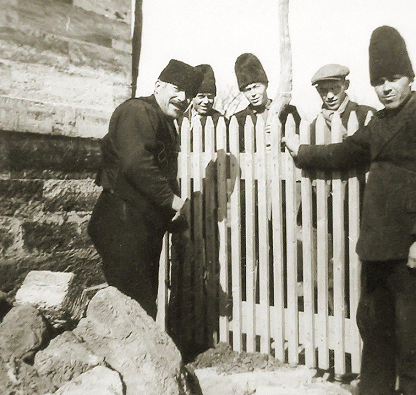
Un grup de germani basarabeni (circa 1935)
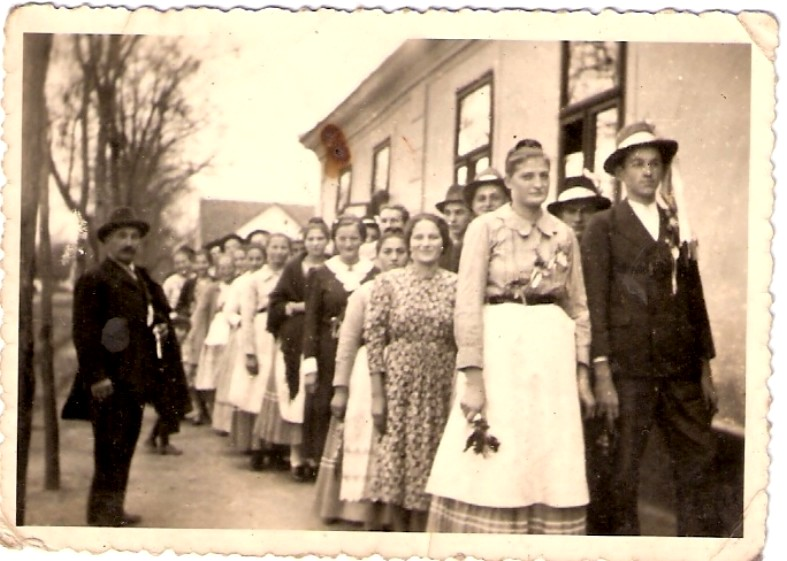
Un grup de șvabi germani în 1940, celebrând Kerwei sau chirvaiul (i.e. sărbătoarea hramului bisericii).
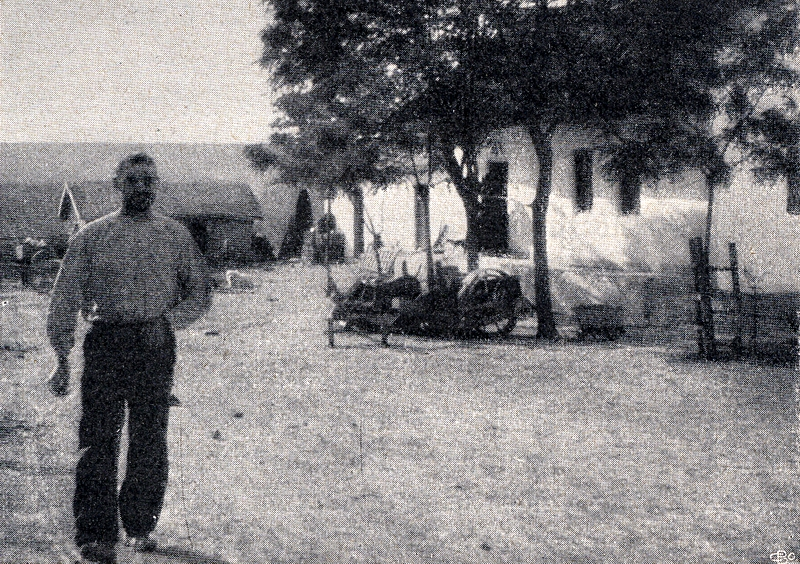
Un german în Colilia, Dobrogea
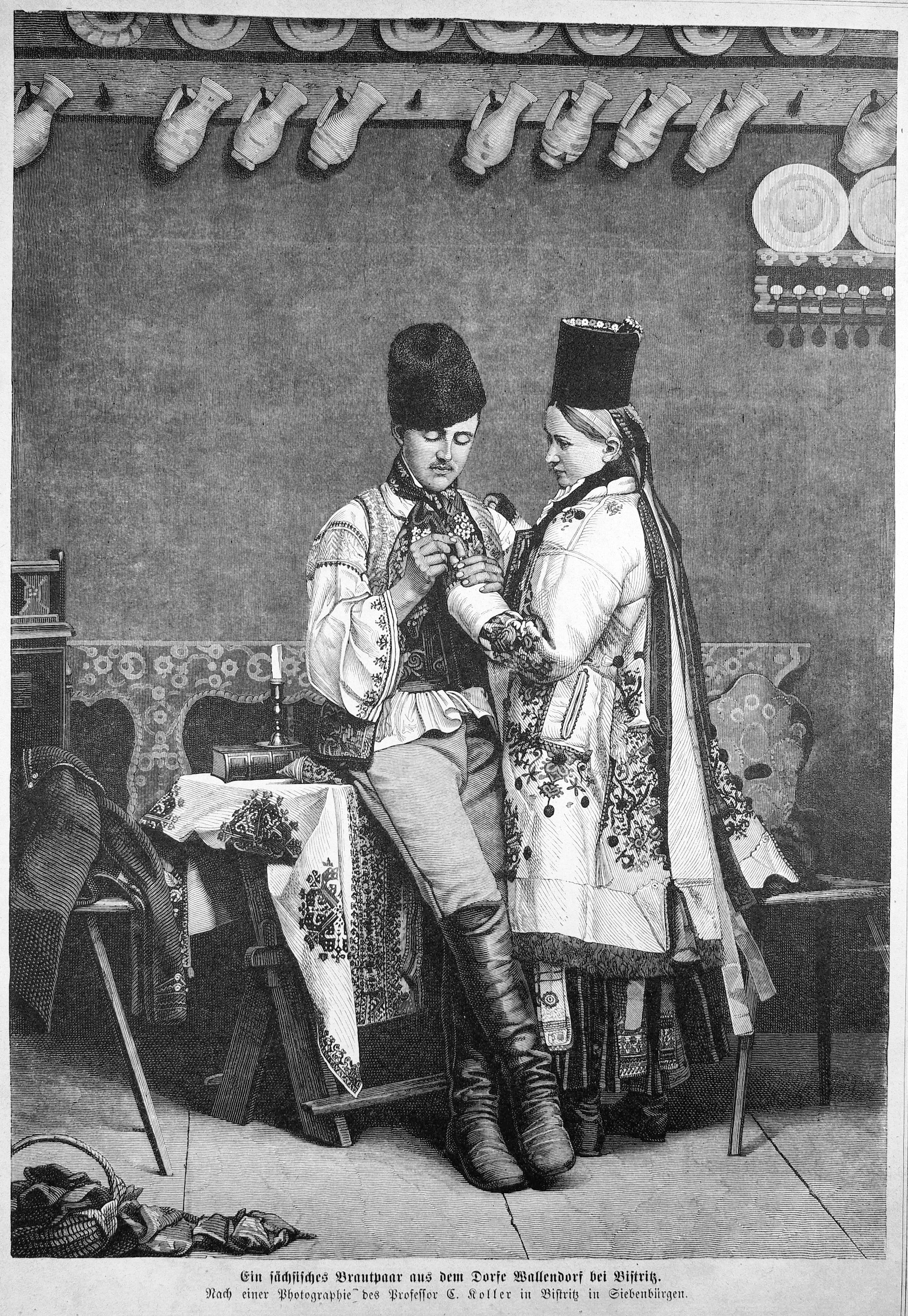
Cuplu săsesc din zona Bistriței/Bistritz/Nösnerland/Nösnergau
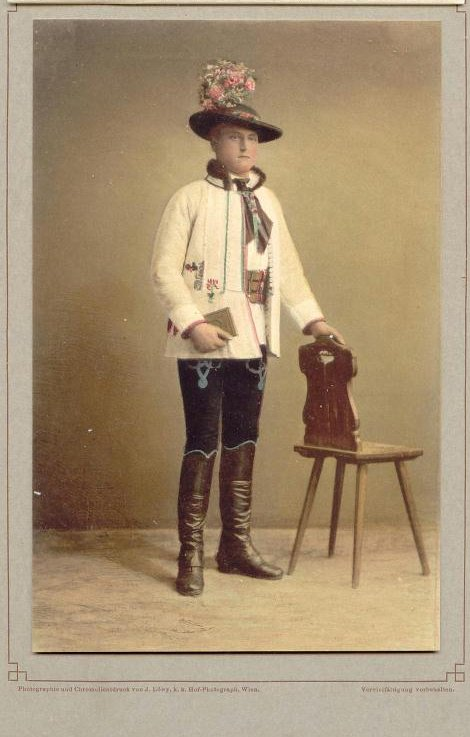
Un sas din Gușterița/Hammersdorf
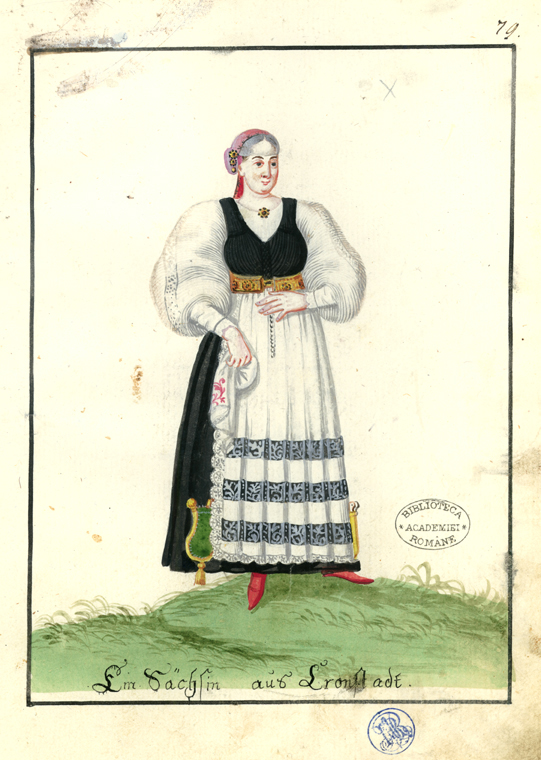
Costum tradițional săsesc feminin din Brașov/Kronstadt/Kruhnen